# Böckingen
Böckingen ist mit über 23.000 Einwohnern der nach der Kernstadt größte und älteste Stadtteil von Heilbronn. Der Ort liegt am linken Ufer des Neckars, südwestlich der Heilbronner Kernstadt. Böckingen gehörte bereits vom 14. bis 19. Jahrhundert als reichsstädtisches Dorf zur Reichsstadt Heilbronn, besaß jedoch vom 4. Dezember 1919 bis zur Eingemeindung nach Heilbronn am 1. Juni 1933 auch selbst das Stadtrecht.

## Geographie

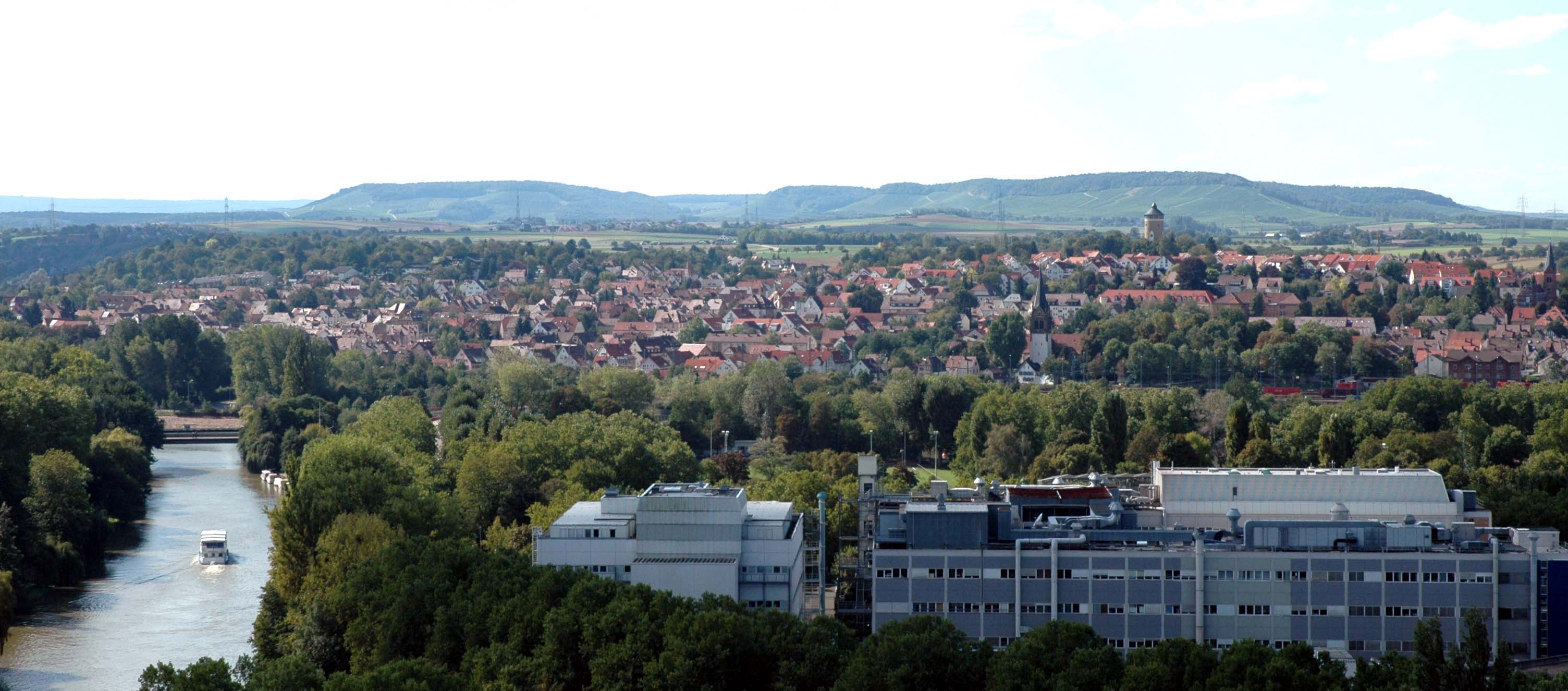
Heilbronn-Böckingen, südlicher Ortsteil mit alter Ortsmitte von Osten aus gesehen

Böckingen liegt am linken Ufer des Neckars südwestlich der Heilbronner Kernstadt. Die umliegenden Orte sind im Uhrzeigersinn Heilbronn, Sontheim, Horkheim, Klingenberg, Leingarten, Frankenbach und Neckargartach, mit Ausnahme von Leingarten allesamt Stadtteile von Heilbronn.
Die historische Ortsmitte von Böckingen befindet sich im Süden der besiedelten Fläche, in etwa auf Höhe des Abzweigs des Neckarkanals vom Neckar-Altarm. Der Ort hat sich in jüngerer Zeit durch Gewerbegebiete und Neubausiedlungen wie die Wohngebiete Haselter, Kreuzgrund, Längelter, Schollenhalde und Schanz stark nach Norden und Westen ausgedehnt, aber auch nach Südwesten, wie die Wohngebiete Jockele und Kappelfeldle. Nicht offiziell, aber geläufig ist zudem die Gliederung des Stadtteiles in die zwei Teile Alt- und Neu-Böckingen, die durch die Bahngleise der S4, ein angrenzendes Kleingartenareal sowie den Rangierbahnhof getrennt sind.
Bis ins 14. Jahrhundert lag Böckingen direkt am Ufer des Neckar-Hauptstromes. Bei einem Hochwasser im Jahr 1333 bahnte sich der Hauptstrom weiter östlich einen neuen Weg, den heutigen Neckar-Altarm. Der teilweise trocken gefallene frühere Flusslauf bildete den Böckinger See, der in der zweiten Hälfte des 19. Jahrhunderts weiter trockengelegt und nach dem Zweiten Weltkrieg mit den Trümmern des fast vollständig zerstörten Ortes vollends zugeschüttet wurde. Vom See zeugt heute nur noch die Seestraße. Auch der Utznamen „Seeräuber“ der Böckinger Bevölkerung geht darauf zurück.

## Geschichte

### Frühe Besiedlung

Grundriss des Böckinger Kastells nach Grabungen im späten 19. Jahrhundert

In Böckingen gefundene Alamannische Reiterfibel aus dem 5. Jahrhundert

Erste Besiedlungsspuren in Böckingen datieren um 4000 v. Chr. Die fruchtbaren Neckarauen mögen Anlass zur Besiedlung gegeben haben.
Um 85/90 n. Chr. errichteten die Römer bei Böckingen das zum Neckar-Odenwald-Limes gehörende Kastell Heilbronn-Böckingen, welches 1886 erstmals genau lokalisiert und später durch Ausgrabungen nachgewiesen werden konnte. 1677 wurde in Hetensbach am „Guckulimoor“ ein römischer Altarstein gefunden, der folgende Inschrift trägt: CAMPESTRIB[VS] / EX VOTO / C[AIVS] SANCTINVS / GAI FIL[IVS] QVIR[INA] / AETERNVS PR[AEPOSITVS] oder PR[AEFECTVS]. Übersetzt heißt die Inschrift: Den Göttinnen des Exerzierplatzes gemäß seinem Gelübde Gaius Sanctinius Aeternus, Sohn des Gaius aus der Quirinischen Tribus, Befehlshaber. Damit wurden die matres campestres die Schutzgöttinnen der Auxiliarreiter verehrt. Campestres stammt von campus ab und bezeichnet den Exerzierplatz im Truppenlager. Publius Nasellius Proclianus, Centurio der 8. Augustinischen Legion, Befehlshaber der 1. Kohorte der Helvetier ließ in Böckingen drei Altarsteine aufstellen, wovon der Altarstein für Mithras beim Sonnenbrunnen gefunden worden ist. Die beiden anderen, den Altarstein für die Rücksicht nehmenden Fortuna und dem Phytischen Apollo wurden nicht mehr gefunden. Andere römische Inschriftensteine befinden sich heute im Antiquarium in Stuttgart. Die Untersuchung der Römeranlagen in Böckingen geht bis auf das späte 19. Jahrhundert zurück. Am 14. Oktober 1897 begann der Streckenkommissär für die Limesforschung Major a. D. Steimle nach dem castrum auf der Gemarkung von Böckingen zu graben. Ort seiner Grabungen waren dabei die Sumpf- und Steinäcker Böckingens.
In nachrömischer Zeit gehörte Böckingen zunächst zum alemannischen Siedlungsbereich. Der Name des Ortes lautet in den ältesten Urkunden Backingen bzw. Beckingen und geht vermutlich auf einen alemannischen Stammesfürst Baco zurück. Alamannische Gräber des 4. und 5. Jahrhunderts wurden südlich und südwestlich des römischen Kastells und damit im Norden von Böckingen gefunden. In den Jahren 1950, 1960 und 1961 wurden durch Bauarbeiten am Forchenweg vier alamannische Gräber entdeckt. In zwei reich ausgestatteten Frauengräbern befanden sich zum Beispiel eine Reiterfibel und eine Bronzeschnalle bzw. eine Gewandspange mit einem gehörnten Tierkopf am Ende des Fibelfußes. Bereits im Jahre 1895 fand man beim Bau des Rangierbahnhofes in den Klammenäckern ein fränkisch-alamannische Reihengräberfeld mit reichen Beigaben. Unter den Waffen befanden sich zum Beispiel Lanze, Schildbuckel und damaszierte Spatha, die wohl in Privatsammlungen oder in den Kunsthandel gelangten. Die Gräber gehörten in Böckingen zu zwei Höfen, die sich nördlich des Sonnenbrunnen-Baches am Heidenrain und weiter im Süden auf den Klammenäckern befanden.
Nach der Niederlage der Alamannen gegen die Franken im Jahr 496 kam das Gebiet im Zuge der fränkischen Landnahme in deren Besitz. Auf der Flur Zigeunerstock im Süden von Böckingen, weiterhin in der Klingenberger Straße über die Flur Haggassengärten und auf der Schollenhalde wurde fränkische Reihengräber gefunden. In einem 75 × 80 Meter großen Reihengräberfeld am Zigeunerstock aus dem 6. bzw. 7. Jahrhundert wurden 160 Bestattungen gezählt, wobei 119 Grabbeigaben aus 47 Gräbern sichergestellt wurden.

### Erste Erwähnung

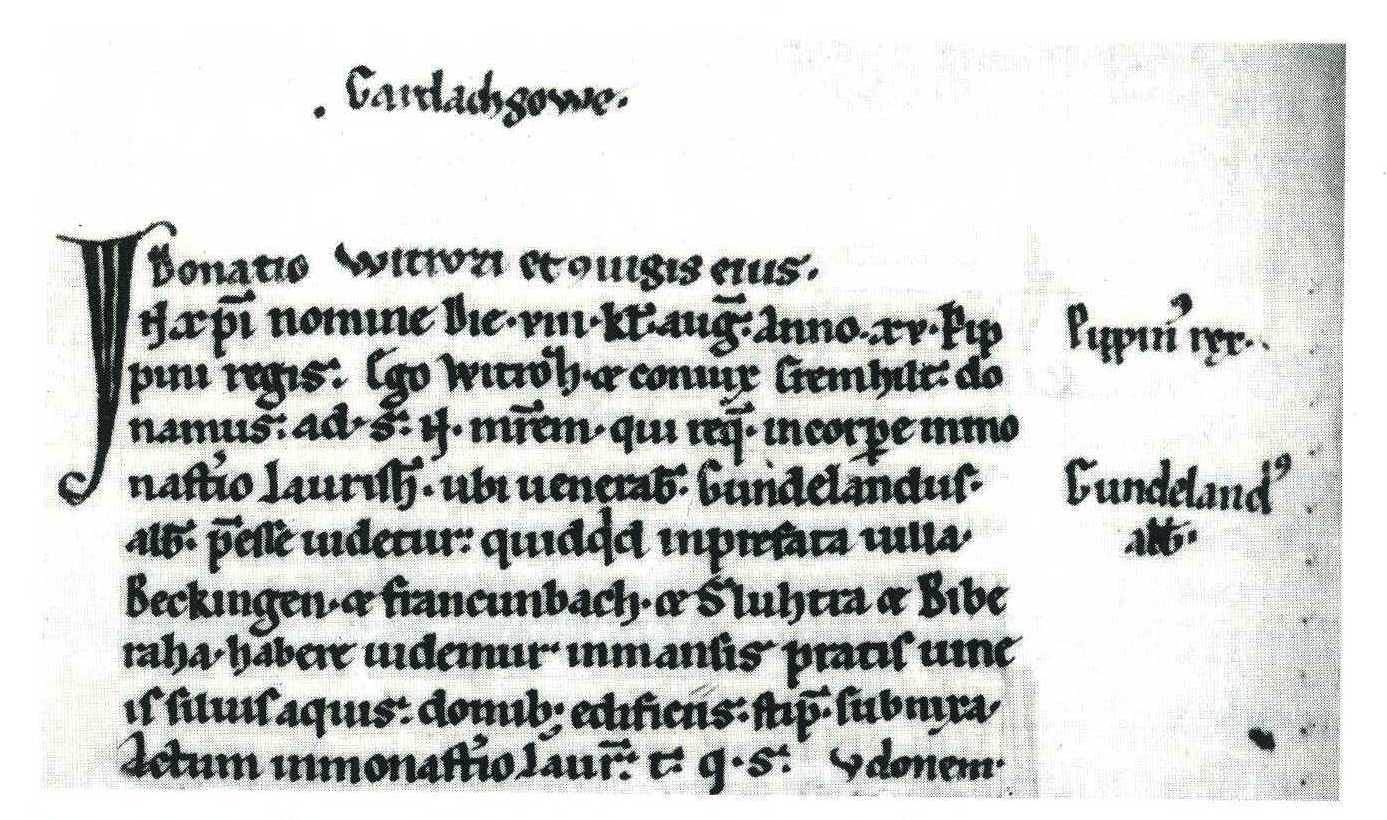
Erstmalige Erwähnung Böckingens im Lorscher Codex in einer Schenkungsurkunde von 767

Die erste Erwähnung des Ortes erfolgt im Lorscher Codex in einer Schenkungsurkunde vom 25. Juli 767. Neben Böckingen werden in dieser Urkunde auch Frankenbach, Schluchtern und Biberach genannt, außerdem werden Weingärten im Bereich der verschenkten Ländereien erwähnt. Insgesamt wird Böckingen im Lorscher Codex acht Mal in Urkunden des 8. und 9. Jahrhunderts genannt, dabei wird auch schon eine Kirche erwähnt: 795 verschenkte Morlach, vermutlich ein Gaugraf des Kochergaus, eine Basilika in Böckingen.
Im frühen Mittelalter gehörten zur Markung von Böckingen außer dem eigentlichen Dorf auch das um 1400 abgetrennte Dorf Klingenberg, das im 8. Jahrhundert urkundlich erwähnte und spätestens 1496 abgegangene Dorf Hetensbach bzw. Hetenesbach oder Heitingesbach sowie der Ort Rühlingshausen, auf den heute lediglich ein Flurname 3,2 km im Südwesten bei Klingenberg noch hinweist.
1140 wird im Hirsauer Codex erstmals das Geschlecht der Herren von Böckingen erwähnt, die aufgrund der Wappengleichheit vermutlich verwandtschaftliche Beziehungen mit den Herren von Neipperg hatten und deren Burg in Böckingen sich vermutlich auf einer Anhöhe im Bereich der heutigen Hofstattstraße befand.
Die Herren von Böckingen waren ursprünglich Ministeriale im Dienst der Grafen von Calw und stiegen dann später in den Niederadel auf. Die Familie hatte die Vogteirechte in Böckingen zu drei Vierteln von den Grafen von Württemberg und zu einem Viertel von den Grafen von Eberstein.

### Böckingen gelangt an die Reichsstadt Heilbronn

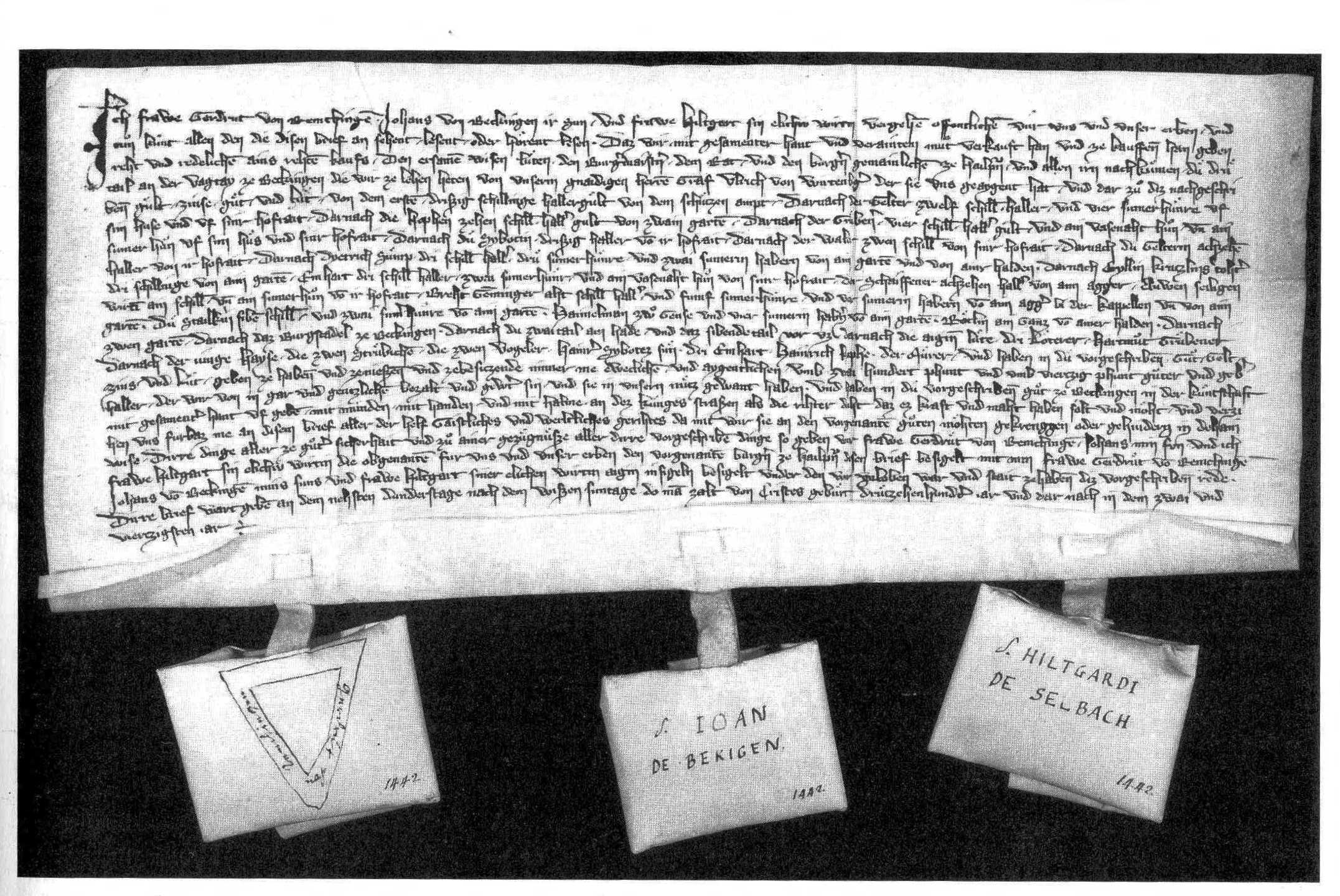
Verkauf der Burg und drei Viertel der Vogtei an Heilbronn im Jahre 1342

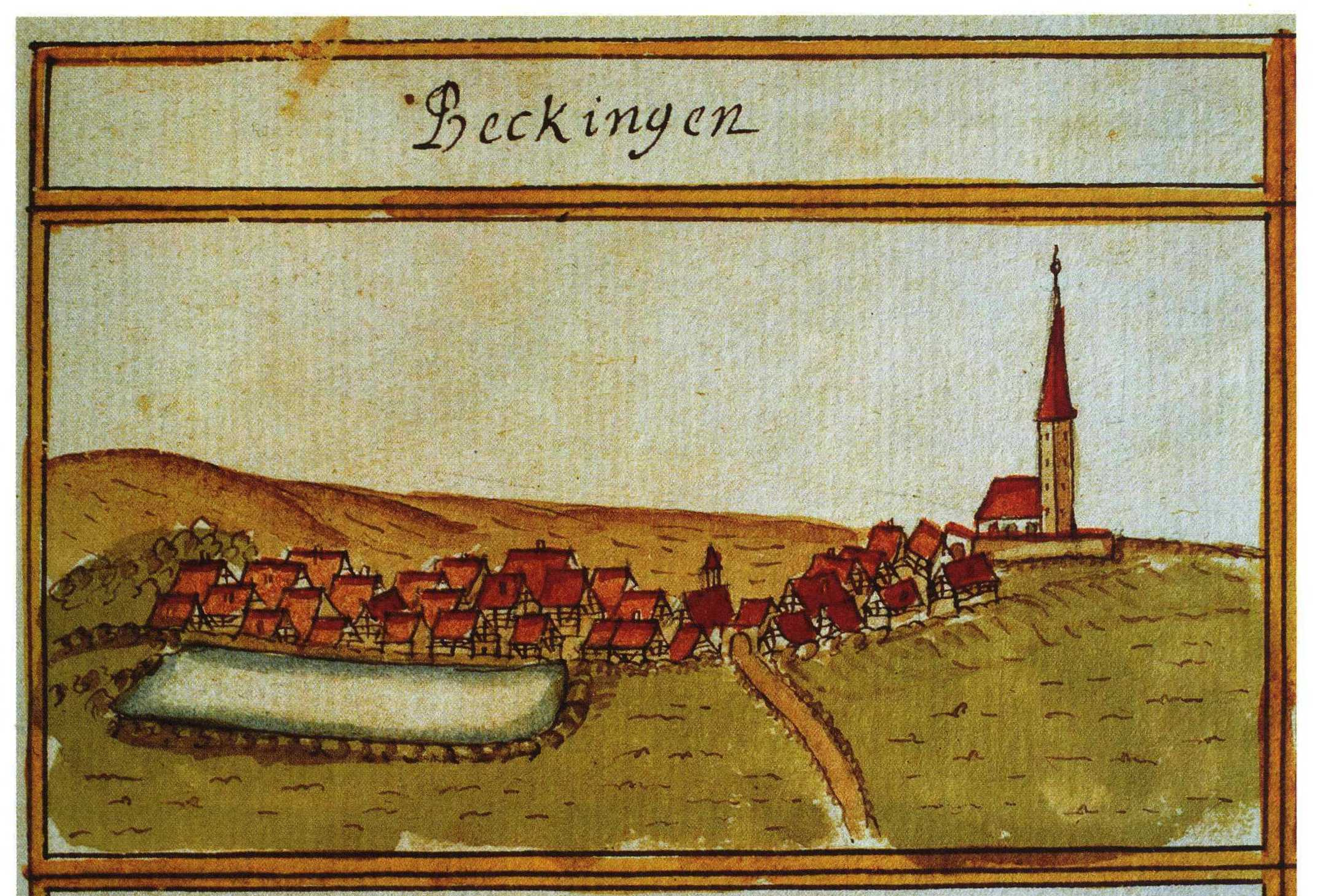
Böckingen im Kieserschen Forstlagerbuch von 1692: links der Böckinger See, rechts die Kirche

Zwar starb der Böckinger Ortsadel erst mit Eberhard II. von Böckingen (1526–1550) im Mannesstamm aus, allerdings verkauften bereits 1342 die Witwe von Konrad II., Gertrud von Remchingen (1297–1342), und ihr Sohn Johann II. (1333–1366) sowie dessen Ehefrau die Burg sowie drei Viertel der Vogtei zu Böckingen an die Stadt Heilbronn. 1431 erwarb die Stadt auch das letzte (ehemals Ebersteinsche) Viertel.
Dem Ort stand künftig ein Vogt vor, der allein vom Rat der Reichsstadt (und das waren fast ausschließlich die Heilbronner Patrizier) bestimmt wurde.
Besitz in Form von Höfen, unbebauten Hofstellen und Hausplätzen am Ort hatten im späten Mittelalter außerdem das Heilbronner Klarakloster, das Kloster Schöntal sowie die Deutschordenskommende Heilbronn.

### Zeit des Bauernkriegs und der Reformation
Böckingen war das Heimatdorf der Schwarzen Hofmännin und von Jäcklein Rohrbach, bekannter Anführer der Bauern im Deutschen Bauernkrieg. Rohrbach war unter anderem für die Weinsberger Bluttat 1525 verantwortlich, die das Ansehen der Bauern schwer schädigte und die Adligen zur Rache gegen die Bauern anstachelte. Nach der Niederschlagung des Aufstands wurde Böckingen zur Strafe dafür, dass es das Heimatdorf Rohrbachs war, teilweise niedergebrannt. Jäcklein Rohrbach und der Böckinger Schultheiß wurden bei lebendigem Leib verbrannt.
1530 wurde in Böckingen von Heilbronn ausgehend die Reformation eingeführt. Ein Rathaus in Böckingen wurde erstmals 1544 erwähnt.
Die Burg des Ortes ist wohl spätestens in der Mitte des 16. Jahrhunderts abgegangen. Bis ins 19. Jahrhundert hatte der Ort eine rein bäuerlich-dörfliche Struktur. Als Ortsbefestigung wird 1427 ein Graben erwähnt, um 1600 war der Ort mit Zaun und Toren befestigt, 1684 außerdem mit einem Erdwall. Die Bebauung des Ortes bestand größtenteils aus bäuerlichen Hofanlagen unterschiedlicher Größe. Die Hauptverkehrsachse des Ortes war als Ost-West-Achse die Schafhausgasse (heute: Stedinger Straße), die beim späteren Wachstum des Ortes jedoch ihre zentrale Funktion eingebüßt hat und heute lediglich noch Erschließungsweg für Anlieger ist.

### Eigenständige Gemeinde ab 1803

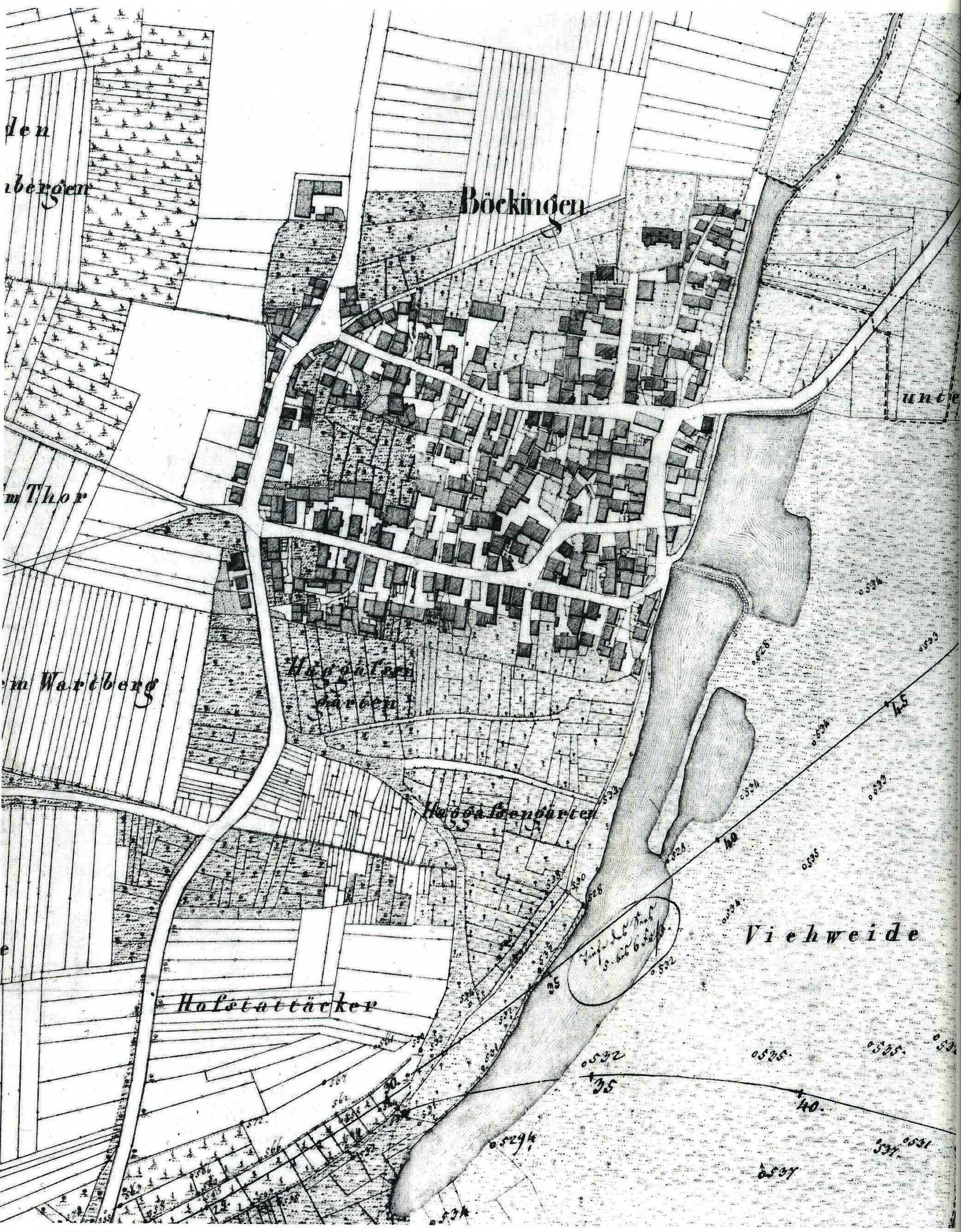
Böckingen 1830

Im Jahre 1802/03 erging der Reichsdeputationshauptschluss, durch den die Reichsstadt Heilbronn ihre Reichsfreiheit verlor und an Württemberg kam. Böckingen und die anderen drei vormals zu Heilbronn zählenden Dörfer wurden zu selbstständigen Gemeinden erhoben, die Leibeigenschaft wurde abgeschafft. In der Chronik von 1803 heißt es: „Die vier Dörfer der Stadt genießen nun als Untertanen Seiner Durchlaucht die nämlichen Rechte wie die Einwohner der Stadt: jedes Dorf bildet eine eigene Kommune unter einem Schultheißen“. Die Gemeinde Böckingen gehörte zum Oberamt Heilbronn.
1811 wird die Cucculimur, der letzte Rest der römischen Siedlung im Süden von Böckingen abgebrochen. Grund dafür ist die Chaussierung der Straße nach Brackenheim.
1827 war der Ort noch überwiegend bäuerlich geprägt. Die Siedlungsfläche erstreckte sich im Wesentlichen zwischen der heutigen Stedinger Straße und der Seestraße. Die Hauptanbauprodukte der Böckinger Bauern waren Dinkel, Gerste, Angersen und Kartoffeln. Einen ersten Strukturwandel brachte die einsetzende Industrialisierung im nahen Heilbronn, wo die mittelalterlichen Stadtgrenzen durch Baumaßnahmen überwunden wurden und zahlreiche Fabriken entstanden. Der Bauboom in Heilbronn im frühen 19. Jahrhundert schuf insbesondere einen Bedarf an Maurern, Steinhauern und Zimmerleuten, außerdem boten die neu entstandenen Heilbronner Fabriken Arbeit. Darum haben um die Mitte des 19. Jahrhunderts nicht nur viele Böckinger einen Bauhandwerkerberuf erlernt oder sich als Tagelöhner in Heilbronn verdingt, sondern kam es auch zum Zuzug vieler Auswärtiger, die sich in Böckingen niederließen, um in Heilbronn zu arbeiten.

### Vom Bauerndorf zur Arbeiterwohngemeinde
Zwischen 1820 und 1920 wuchs die Bevölkerung auf das Zehnfache an, von 1100 auf 11.300 Einwohner. Auch der Bau der östlich von Böckingen verlaufenden Trasse der Württembergischen Nordbahn von Stuttgart nach Heilbronn in den 1840er Jahren brachte den Zuzug von Arbeitskräften mit sich. Böckingen wandelte sich von einem Bauern- und Weingärtnerdorf zu einer Arbeiterwohngemeinde, die Bebauung des Ortes dehnte sich rasch nach Norden und Süden aus. Die Frankenbacher Straße (heute: Klingenberger Straße) als Nord-Süd-Verbindung wurde dadurch allmählich zur wichtigsten Verkehrsachse des Ortes, später kam die parallel verlaufende Weststraße (heute: Ludwigsburger Straße) hinzu.

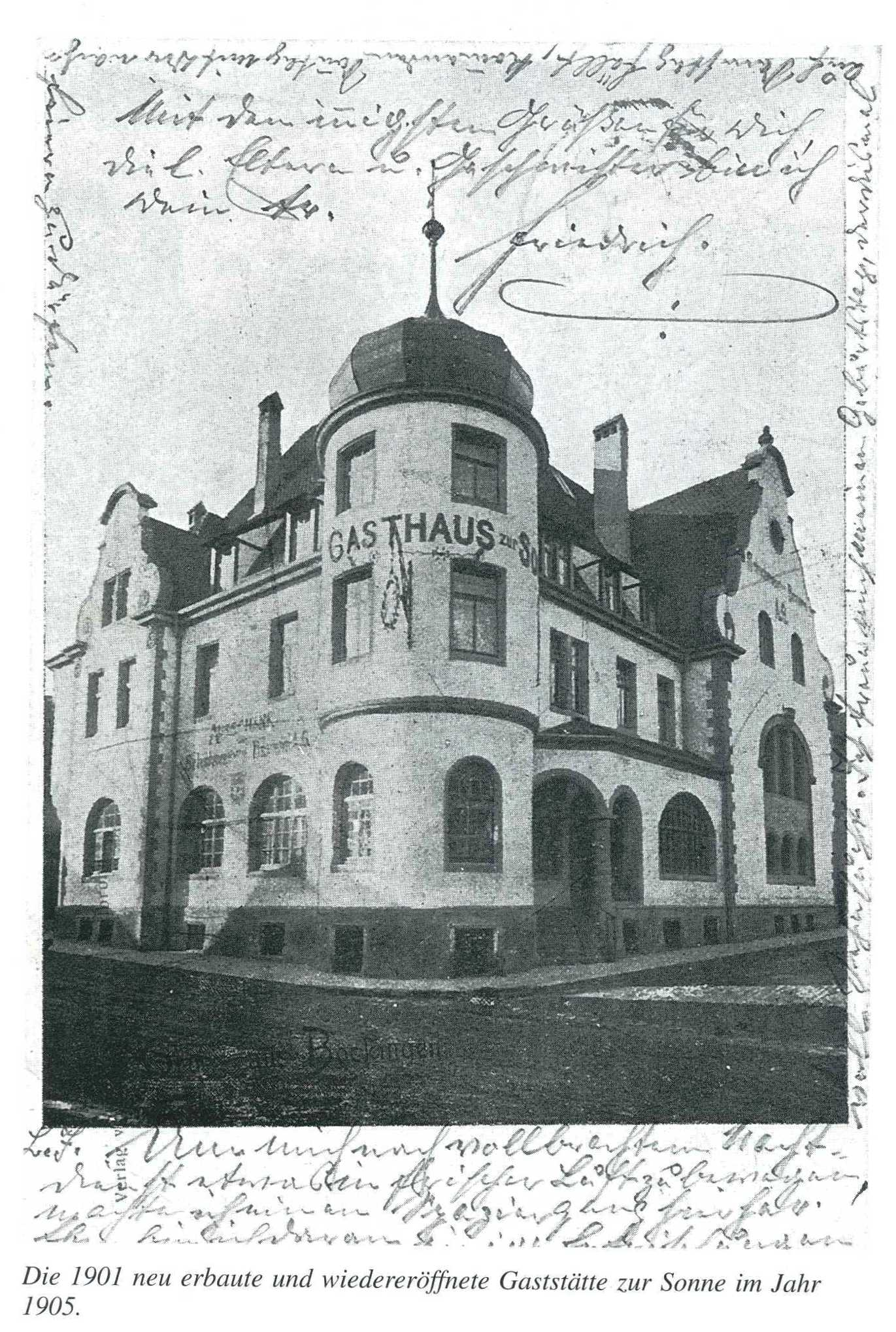
Das Gasthaus zur Sonne der Schuchmann‘schen Brauerei

Da es nicht gelang, Industrie in Böckingen anzusiedeln, profitierte die Gemeinde nicht vom Wachstum, sondern hatte vielmehr dessen Lasten zu tragen. Schließlich kam es auch zu sozialen Problemen, da die Zahl der größtenteils armen Neubürger bald die der angestammten bäuerlichen Bevölkerung überwog. Die angestammte Bevölkerung stand den Neubürgern eher ablehnend gegenüber. Zur Zeit der gesteigerten Auswanderung nach Amerika in der Mitte des 19. Jahrhunderts waren es dann auch nicht die Ärmsten, die Böckingen verließen, sondern eher Personen der Mittelschicht, die den ihnen fremd gewordenen Heimatort verließen. Die Pfarrberichte der Ortspfarrer, darunter der in den 1850er Jahren in Böckingen wirkende Karl Georg Haldenwang, geben eindrückliche Schilderungen der sozialen Zustände wieder. Am 21. September 1862 ereignete sich zudem ein großer Brand in Böckingen. Bedeutende Zahlen von Arbeitsplätzen boten lediglich nach 1872 die Böckinger Ziegelei auf dem Böckinger Wartberg und ab den 1890er Jahren die Schuchmann’sche Brauerei inmitten des Ortes, das Bahnbetriebswerk und der auf Böckinger Gemarkung liegende Güterbahnhof Heilbronn im Winkel zwischen der Nordbahn und der Kraichgaubahn, an die Böckingen 1878 einen Anschluss erhalten hatte.
1873 wurde ein Ortsbauplan vorgelegt, der ein rasterförmiges, weitgehend rechtwinkliges Straßennetz entlang der Weststraße und Frankenbacher Straße vorsah. Die Ortsbaustatuten von 1881 sahen überwiegend zwei- bis zweieinhalbgeschossige Arbeiterwohnhäuser vor. Diese wurden zumeist durch Bauunternehmer mit Ziegeln der örtlichen Ziegelei errichtet. Am 29. Mai 1896 wurde zur Deckung des Energiebedarfs der Anschluss an das Heilbronner Gaswerk vereinbart. Am 18. Juni 1900 wurde das Wasserwerk in Böckingen eingeweiht.
Das rasche Bevölkerungswachstums forderte auch den Bau mehrerer Schulen. Hatte bis 1878 die Schule im Alten Rathaus genügt, musste darauf die Friedenstraßenschule und wenig später die am 2. Mai 1900 eingeweihte Weststraßenschule erbaut werden. Bereits 1906 war eine Erweiterung der Weststraßenschule fällig und 1912 gar der Bau eines weiteren Schulhauses, der Alleenschule (heutige Grünewaldschule) mit abermals 20 Schulsälen. Die Alleenschule wurde nach der Allee benannt, die von Böckingen aus über den Sonnenbrunnen nach Norden führte (heutige nördliche Ludwigsburger und Grünewaldstraße). Das Schulhaus markierte zur Zeit seiner Entstehung noch den nördlichen Siedlungsrand des Ortes. Ebenfalls am nördlichen Ortsrand wurde 1905 der neue Friedhof angelegt, nachdem sich der Rangierbetrieb auf den Bahnanlagen ungünstig auf die Verhältnisse im mehrfach erweiterten alten Friedhof bei der Pankratiuskirche ausgewirkt hatten.

Der Böckinger Schultheiß Adolf Alter um 1905

Wegen der fehlenden Industrieansiedlung fehlte es der Gemeinde an Geld. Der Böckinger Schultheiß Karl Rein bemühte sich schon 1892 um finanzielle Unterstützung durch die Stadt Heilbronn und schlug auch die Eingemeindung Böckingens nach Heilbronn vor, was vorerst jedoch noch nicht spruchreif wurde. Am 6. Juli 1903 wurde das Schultheißenamt, im Zuge eines später als gegenstandslos erwiesenen Ermittlungsverfahrens gegen Rein, dem Amtsverweser Adolf Alter (1876–1933) übertragen, der im Jahr darauf zum Schultheiß gewählt wurde und 1929 die Böckinger Ehrenbürgerwürde bekam. Zu einem von Alters ersten Anliegen geriet die Errichtung einer Apotheke in Böckingen, nachdem zuvor dort noch keine bestanden hatte. Gegen den Widerstand Heilbronner Apotheker forcierte er den Bau der späteren Adler-Apotheke. Für viele der bis 1933 realisierten kommunalen Bauprojekte konnte Adolf Alter dann Zuschüsse von der Stadt Heilbronn und der Kreisregierung erwirken, da die Arbeiterwohngemeinde Böckingen finanziell nicht in der Lage zur Realisierung dieser Projekte gewesen wäre.
Eine Volkszählung vom 1. Dezember 1905 ergab eine Einwohnerzahl von 8658 Einwohnern und zählte demnach zu den Gemeinden der 1. Klasse (4000 bis 10.000 Einwohner). Weiterhin wurde Böckingen als Arbeiterwohngemeinde eingestuft, da mehr als 20 % der Einwohner außerhalb der Gemeinde arbeiteten. Im Rahmen des Finanzausgleichs erhielt eine Arbeiterwohngemeinde auch finanzielle Mittel.
Am Morgen des 1. Dezember 1905 um 8 Uhr wurde der Böckinger Bäckergeselle Mogler im Hof des Heilbronner Landgerichts (heute Deutschhof) mit dem Fallbeil enthauptet. Grund der Hinrichtung war Raubmord. Mogler wurde wegen dreifachen Mordes verurteilt, an dem Bäcker Bühlinger, seiner Frau und dem Kind.
Am 28. Juli 1906 erging eine Gemeindeordnung, wonach eine Neuregelung und Klassifizierung der Gemeinden gemäß der Bevölkerungszahl erfolgte. Die Volkszählung vom 1. Dezember 1910 ergab eine Einwohnerzahl von 10 441 Einwohnern.
1915 gab der Gemeinderat zu Heilbronn bekannt, Böckingen als „seine größte Wohngemeinde“ finanziell zu unterstützen.

### Verkehrsanbindung an Heilbronn

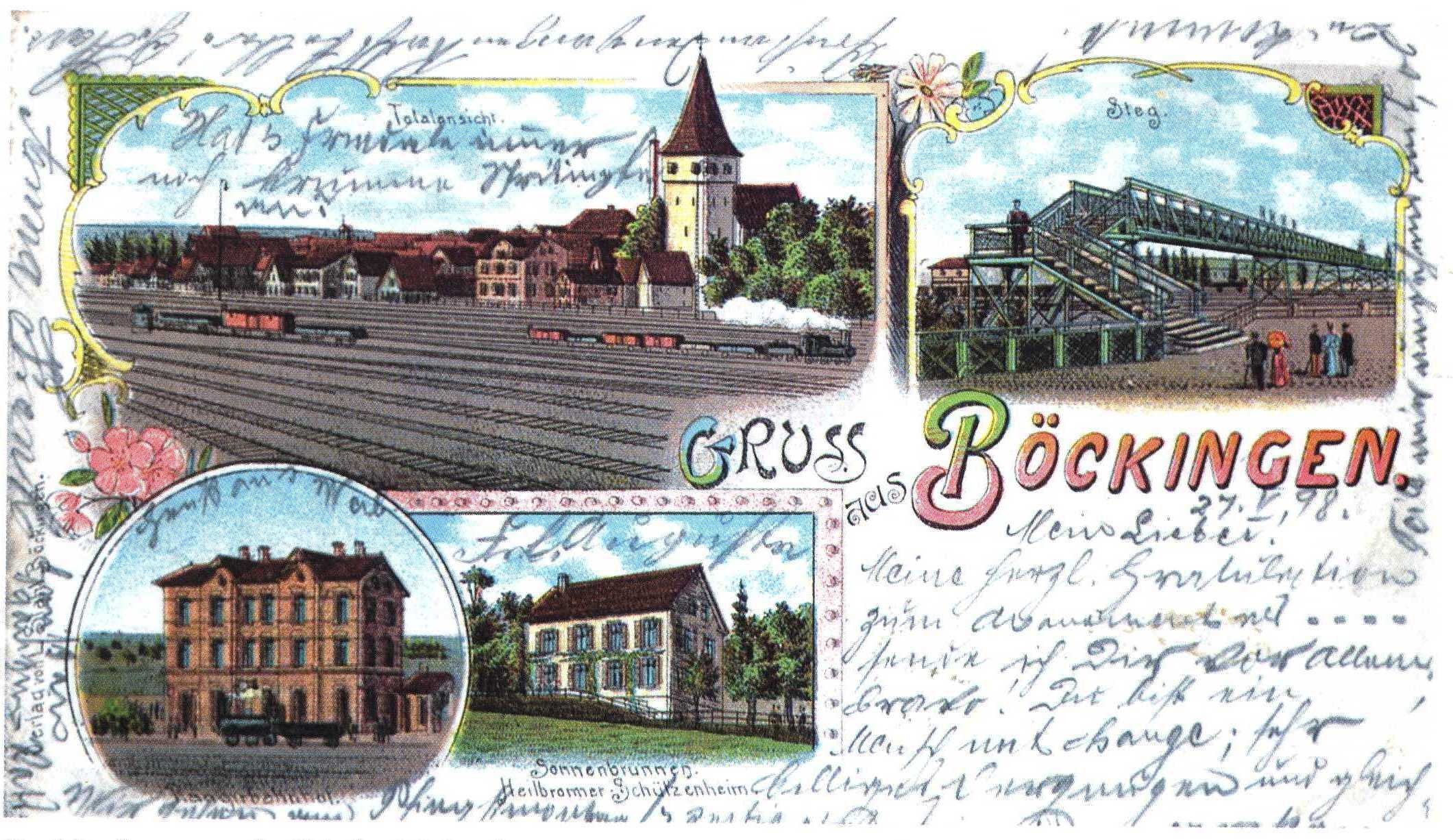
Die Böckinger Bahnanlagen um 1898

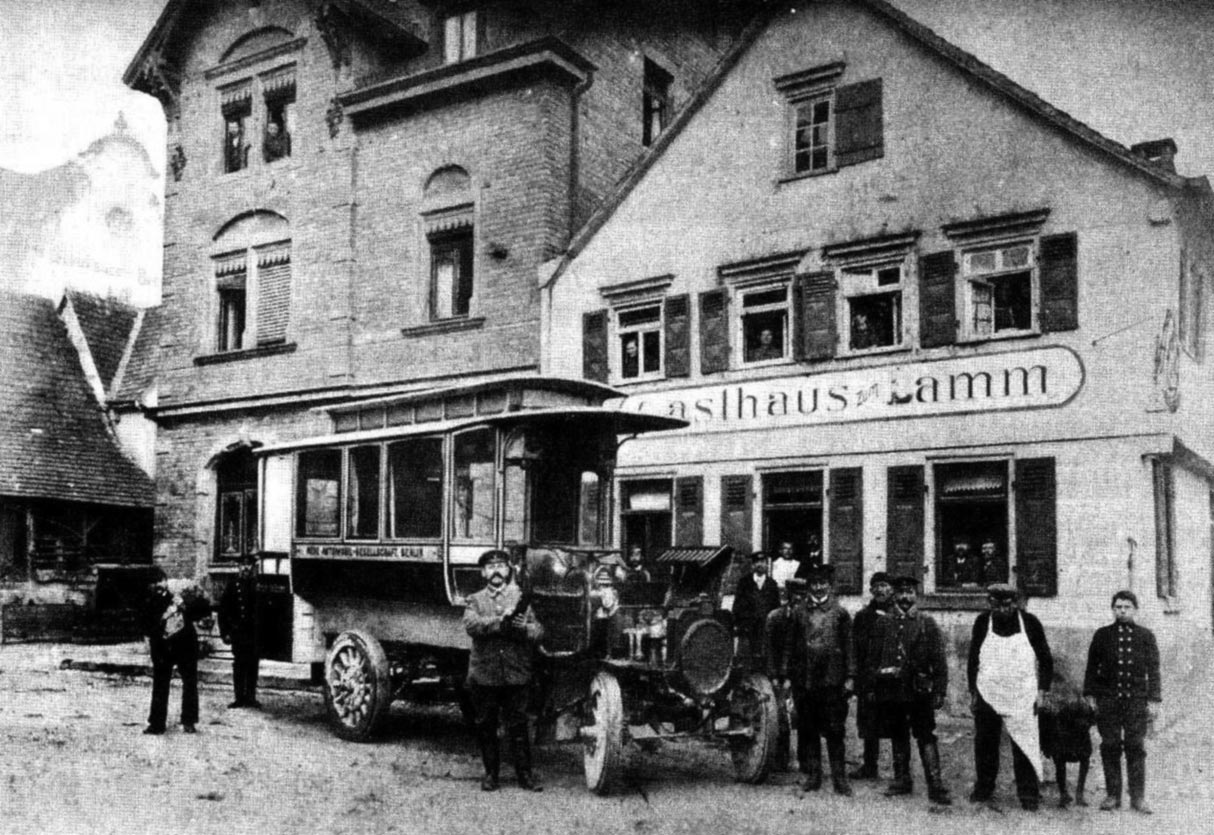
Omnibus der Automobilverbindung Heilbronn-Böckingen vor dem Gasthaus zum Lamm in Böckingen 1905/06

Am 19. Oktober 1901 wurde die Haltestelle Böckingen eröffnet. Die Gemeinde Böckingen hatte dafür einen Betrag in Höhe von 13 000 Mark gestiftet.
Am 15. Oktober 1903 wurde eine Automobilverkehrsgesellschaft zum Betrieb einer Linie von Böckingen nach Heilbronn gegründet, die am 27. August 1905 auf dem Heilbronner Marktplatz feierlich die Automobilverbindung Heilbronn-Böckingen mit dem Böckinger Omnibus eröffnete. Der Böckinger Omnibus sollte im Liniendienst zwischen Böckingen und Heilbronn verkehren und verfügte über 16 Sitze. Der Omnibus war ein Exemplar aus Berlin und im Eigentum der Neuen Automobilgesellschaft Berlin, die diese Strecke auch befuhr. Anfang 1906 wurde der Betrieb jedoch eingestellt. 1909 wurde erneut die Omnibusverbindung aufgenommen, wobei der Omnibus diesmal über 24 Sitze verfügte. Der Betrieb wurde abermals nach einem Vierteljahr eingestellt.
1910 wurde in Böckingen die Gleislose Bahn Heilbronn–Böckingen GmbH gegründet, die am 11. Januar 1911 zwischen der Heilbronner Neckarbrücke und Böckingen den Betrieb einer Oberleitungsbus-Linie gemäß dem System Mercédès-Électrique-Stoll aufnahm. Die Heilbronner Straßenbahn AG erhielt dann die kaufmännische Leitung und Betriebsführung des Böckinger Oberleitungsbusses. Der Betrieb auf der Strecke Neckarbrücke-Bahnhof-Großgartacher Straße-Böckingen endete am 31. Oktober 1916, da die Verbindung bei den Fahrgästen nicht angenommen wurde. Viele beklagten sich über die tiefen Schlaglöcher. Eine Straßenbahnlinie von Heilbronn nach Böckingen wurde erst 1926 eingerichtet.

### Stadtrecht 1919

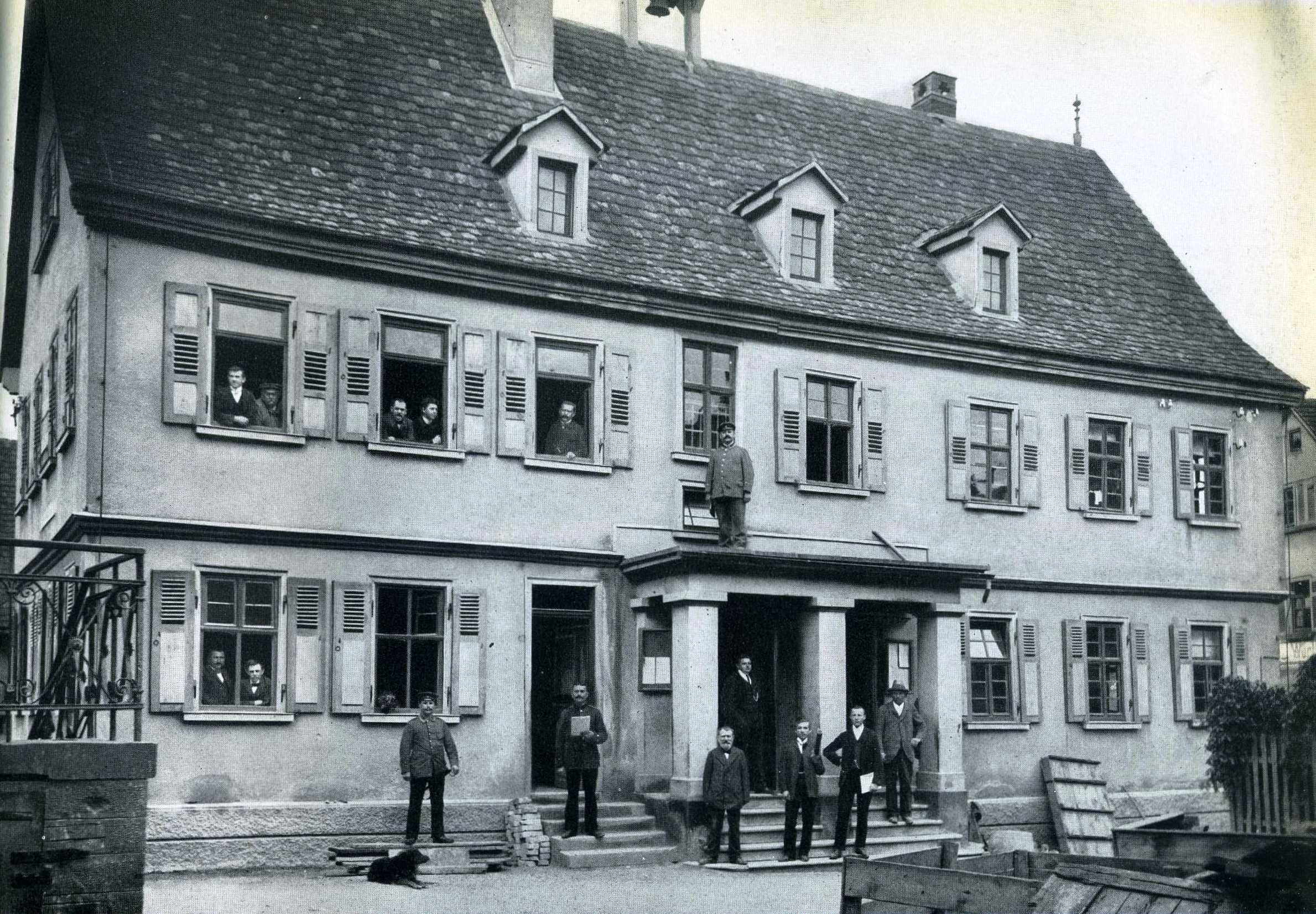
Das Böckinger Rathaus 1905

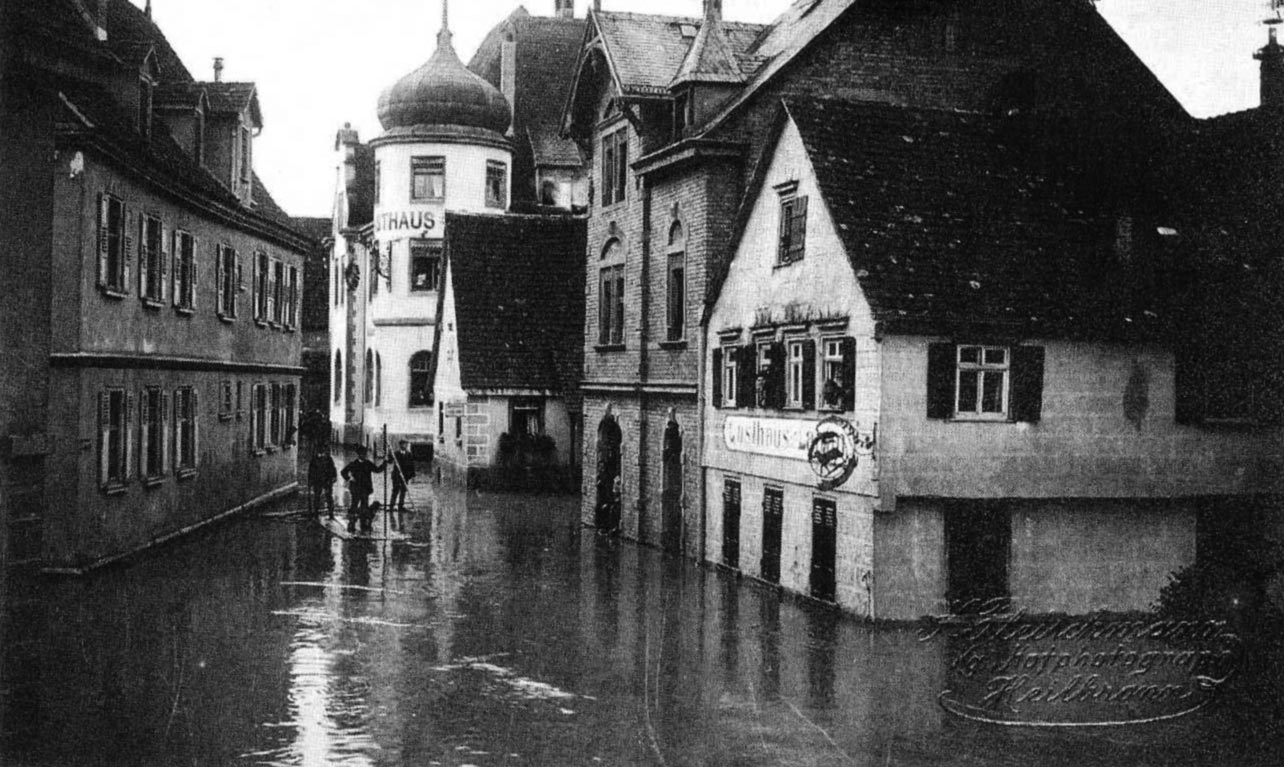
Hochwasser in der Stedinger Straße im Jahr 1906

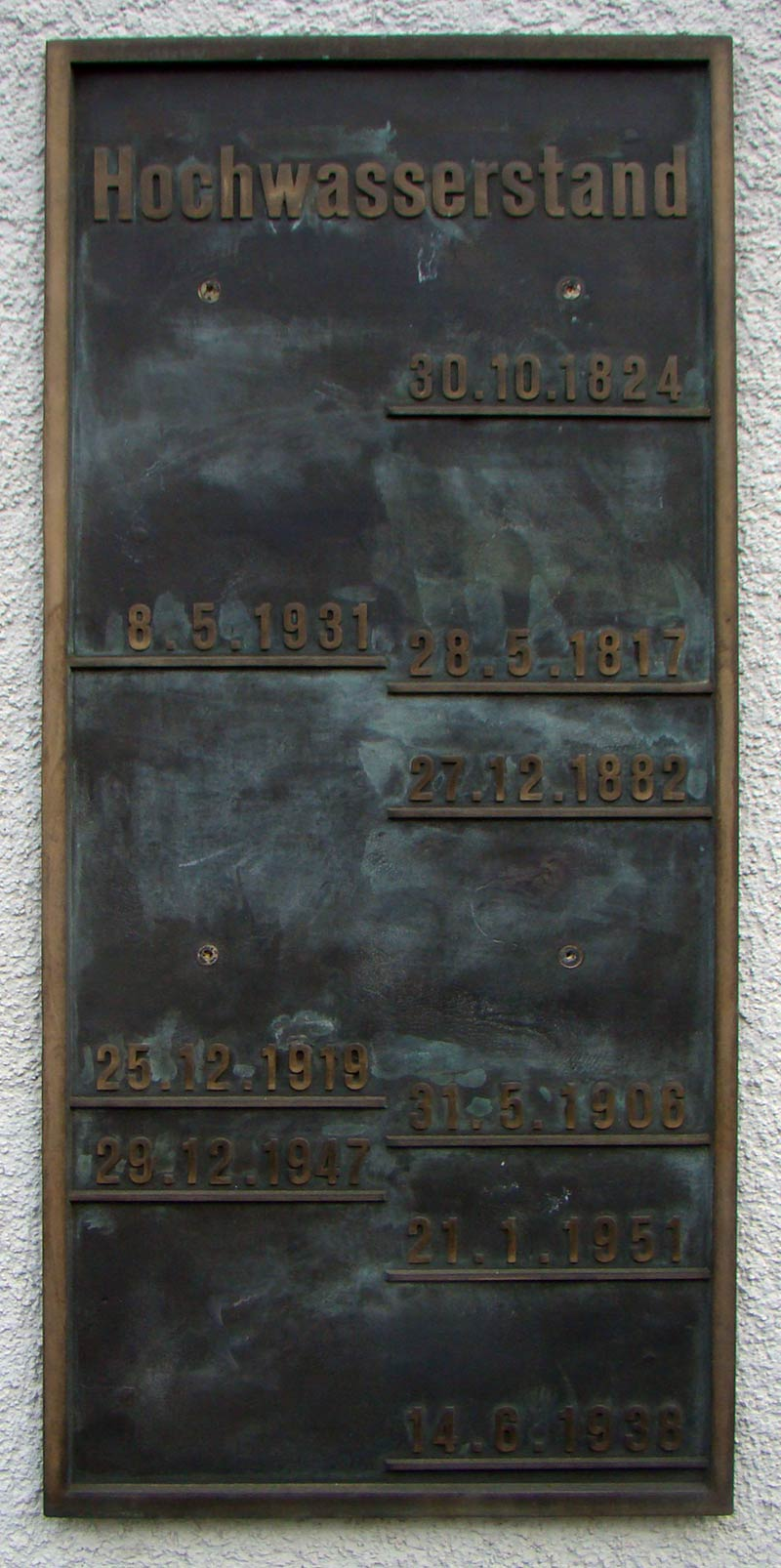
Tafel mit historischen Hochwasserständen in der Rathausstraße

Am 4. Dezember 1919 wurde die Pfarrdorfgemeinde Böckingen von der Kreisregierung zur Stadt erhoben. Grundlage war eine Volkszählung vom 8. Oktober 1919, die eine Einwohnerzahl von 11.044 ergab. Die neue Stadtgemeinde ohne jegliche eigene Industrie litt jedoch weiter an ungenügender Gewerbesteuerkraft und an mangelhafter finanzieller Ausstattung von Seiten des Landes.
Die Stadt Böckingen plante deswegen, ein Industrieanschlussgleis zu bauen, und gab ihre Pläne der Reichsbahndirektion Stuttgart zur Genehmigung vor. In einem solchen Eisenbahnanschluss sah man „die Voraussetzung für die Ansiedlung von großen und leistungsfähigen Industrieunternehmen“, da „die Ansiedlung einer solchen steuerkräftigen Industrie eine Lebensfrage für die hiesige Stadtgemeinde bedeutet“. Eine Planung sah ein Industrieanschlussgleis vor, das von der Hochflutbrücke aus nach Westen in Richtung der heutigen Neckartalstraße hätte gebaut werden sollen. Eine zweite Planung betraf ein Industrieanschlussgleis für das Industriegelände im Unteren Feld. Die Bahngleise sollten durch das Industriegleis beim Sonnenbrunnenübergang und bei der heutigen Heidelberger Straße unterquert und die Landwehrstraße überquert werden. Das Böckinger Industriegleis sollte in das Gleis der heutigen Neckargartacher Straße einmünden. Im Januar des Jahres 1925 wurde das Gesuch der Stadt Böckingen von Seiten der Bahn abgelehnt. Die Bahn selbst schlug als Industriegleis eine Abzweigung der Bahnstrecke Heilbronn-Eppingen vor. Die Kosten sollten dabei 100.000 RM betragen. Der Böckinger Gemeinderat gab daraufhin am 23. Juli 1925 beim Vermessungsamt entsprechende Pläne in Auftrag. Im Februar des Jahres 1925 entschied die Stadt Böckingen, sich zur Finanzierung des Industriegleises an einer Auslandsanleihe des württembergischen Städtetags in Höhe von 327.600 RM zu beteiligen, wobei die Anleihe am 1. November 1944 fällig sein sollte. Am 15. Dezember 1925 wurde jedoch bei der Böckinger Gemeinderatssitzung bemerkt, „daß die Ausführung des Industriegleisanlage im […] Zeitpunkt des allgemeinen wirtschaftlichen Tiefstands nicht empfehlenswert sei und […] eine entsprechende Rente aus dieser Anlage […] nicht erwartet werden könne“. Aus diesem Grund wurde das Industrieanschlussgleis letztlich nicht gebaut. Mit den 327.600 RM finanzierte Böckingen 1926 den Anschluss an die Straßenbahn Heilbronn. 1925/26 erfolgte außerdem der Umbau der Friedenstraßenschule zum neuen Rathaus, das das alte Rathaus an der Rathausgasse (heute: Rathausstraße) ersetzte.
1926 arbeiteten 2800 Böckinger in Heilbronn. Die Stadtgemeinde Böckingen musste für die Einwohner Wohnungen im Ort bauen, die Wasserversorgung sicherstellen, Gas und Elektrizität zur Verfügung zu stellen, neue Straßen bauen und den Schulbau vorantreiben. Wegen des Mangels an finanziellen Mitteln erbat der Böckinger Schultheiß Adolf Alter am 5. Februar 1927 in einem Antrag beim Land einen außerordentlichen finanziellen Zuschuss in Höhe von 300.000 Mark, der den Haushalt 1926 ausgleichen sollte. Dieser Antrag wurde am 12. Februar 1927 mit 33 zu 29 Stimmen bei vier Enthaltungen abgelehnt.
Schultheiß Alter forderte bereits Mitte der 1920er Jahre aufgrund der schlechten Finanzlage erfolglos die Eingemeindung nach Heilbronn. Er resümierte: „Unsere arme Stadt Böckingen, Wohngemeinde der reichen Industriestadt Heilbronn, wird von ihr wie eine Feindin, wie eine Aussätzige behandelt.“
Die Arbeitslosenzahl der Stadt Böckingen stieg von 769 im Jahr 1926 auf mehr als 1000 Arbeitslose im Jahr 1930, als die Baugesellschaft Heilbronn AG ihre Ziegelwerke in Neckargartach und in Böckingen schloss.

### Eingemeindung nach Heilbronn 1933

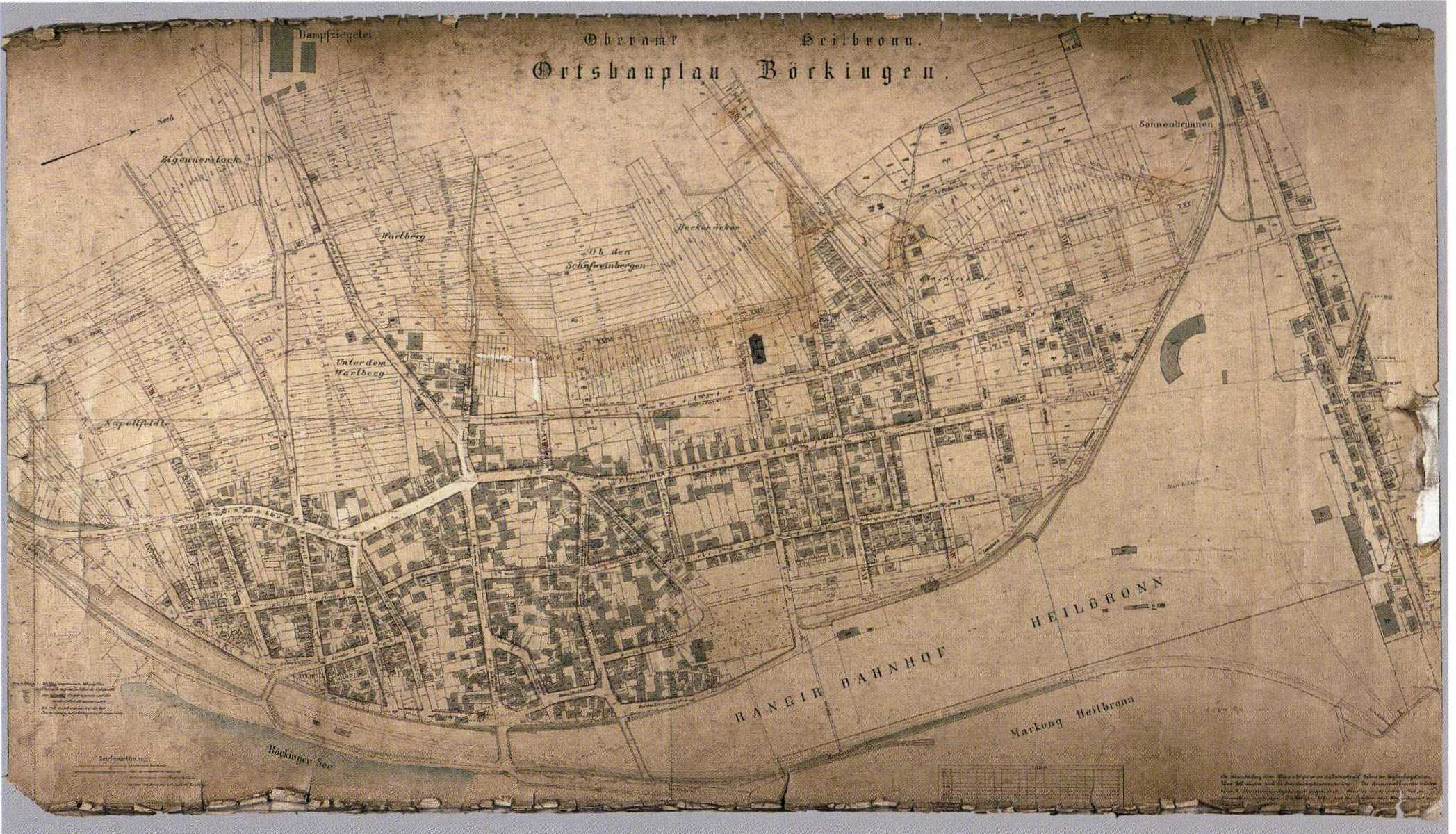
Böckingen 1901 (gewesteter Plan)

Am 29. März 1930 erging eine Gemeindeordnung, die Zwangseingemeindungen ermöglichte, sofern ein öffentliches Bedürfnis dafür gegeben war. Der Böckinger Gemeinderat stellte daraufhin beim Land Württemberg einen Antrag auf Zwangseingemeindung, die Staatspräsident Eugen Bolz bei der Plenarsitzung des Landtages vom 16. März 1932 befürwortete, weil Böckingen aufgrund der wenigen Steuereinkünfte nicht die Aufgaben einer mittleren Stadt wahrnehmen könne. Die Stadt Heilbronn forderte jedoch von der Staatsregierung, keine direkte Eingemeindung zu veranlassen.
Am 22. März (nach einer anderen Quelle am 22. Mai) 1932 erging ein Landesgesetz zur Haushaltssicherung der Stadtgemeinde Böckingen. Demnach konnten die Entscheidungen des Böckinger Gemeinderats durch einen Beauftragten der Gemeinden Heilbronns und Sontheims überwacht und durch dessen Einspruch auch blockiert werden. Der Beauftragte hatte eine Weisungsbefugnis für jegliche Art von Beschlüssen des Böckinger Gemeinderats. Der Bericht des beauftragten Stadtamtsmann Kübler von 1933 berichtet, dass am 8. Juli 1932 kein Haushaltsbeschluss im Böckinger Gemeinderat erzielt werden konnte, weil die von Kübler geforderte hundertprozentige Erhöhung der Bürgersteuer vom Böckinger Gemeinderat einstimmig abgelehnt worden war. Kübler setzte im August 1932 durch, dass in Böckingen die Unterstützungsrichtsätze heruntergesetzt wurden, womit er einer Heilbronner Entscheidung folgte und diese analog in Böckingen durchführte. Er widersprach auch der Einführung von Fürsorgesätzen sowie der Bedarfssätze für Arbeitslosen- und Krisenunterstützungsempfänger, wie sie in der Stadtgemeinde Heilbronn bestanden.
Am 1. Dezember 1932 wartete eine große Menge von Arbeitslosen vor dem Böckinger Rathaus, die an der Gemeinderatssitzung teilnehmen wollten. Sie ließen bekannt geben, dass der Beauftragte das Böckinger Rathaus zu verlassen habe, ansonsten könne der gesamte Böckinger Gemeinderat gehen.
Stadtschultheiß Adolf Alter verstarb am 6. Januar 1933. Sein Amt wurde nicht mehr besetzt. Am 23. April 1933 wurde Heinrich Gültig zum Staatskommissar für die Stadtgemeinden Böckingen und Heilbronn ernannt. Der neue Staatskommissar erklärte: „während der Dauer dieser Regelung, in der die Befugnisse des Gemeinderats Heilbronn wie die des Gemeinderats Böckingen in meiner Hand vereinigt sind, bin ich also befugt, die Vereinigung der beiden Stadtgemeinden durch eine mir zustehende Willenskundgebung zu vollziehen“.
Am 19. Mai 1933 erging eine Verfügung des Staatskommissars „über die Vereinigung der Stadtgemeinde Böckingen mit der Stadtgemeinde Heilbronn“, welche am 27. Mai 1933 von Seiten der Aufsichtsbehörde genehmigt wurde. Ein Festakt fand am 31. Mai 1933 statt, die Eingemeindung wurde im Regierungsblatt für Württemberg Nr. 28 am 1. Juni 1933 verkündet.
Die durch den Ersten Weltkrieg unterbrochene weitere bauliche Expansion des Ortes war noch durch den Böckinger Stadtrat in den 1920er Jahren mit der Planung von Baugebieten in den Gewannen Haselter, Schollenhalde und Steinäcker vor allem nach Norden fortgeführt worden. Ab 1935 wurde die Ernst-Weinstein-Siedlung (Namensgeber war ein Stuttgarter SA-Mann, der von den NS-Herrschern zum Märtyrer stilisiert wurde) errichtet. Die heute nach dem Gewann Kreuzgrund genannte Siedlung war mit ihren großzügig bemessenen Parzellen und den Häusern des Typs „Volkswohnhaus Ensle“ für Selbstversorger gedacht.

### Pogromnacht 1938
Im Novemberpogrom 1938 um 1:25 Uhr und um 1:40 Uhr verwüsteten Nazis das Haus des jüdischen Armenarztes Ludwig Essinger mit Granitpflastersteinen. Es wurde dabei auch geschossen. Weiterhin verwüsteten Nazis das evangelische Stadtpfarrhaus und danach das evangelische Vereinshaus. Später waren die Häuser ehemaliger KPD-Mitglieder das Ziel der Nazis, wie das Haus von Hermann Weidner um 2:45 Uhr, August Reinhardt um 2:50 Uhr und das Haus des ehemaligen KPD-Gemeinderats Wilhelm Kärcher.
Stadtpfarrer Schreiber protestierte bei verschiedenen Instanzen gegen den „Terrorakt“ auf das Pfarrhaus und das CVJM-Gebäude. Der Protest blieb folgenlos. Im Januar 1941 teilte der württembergische Innenminister dem Oberkirchenrat mit, dass die Fahndung nach den Tätern ergebnislos verlaufen sei. Pfarrer Schreiber wurde im Spätjahr 1941 nach weiteren regimekritischen Äußerungen nach Talheim bei Mössingen und später nach Asperg versetzt.

### Zweiter Weltkrieg

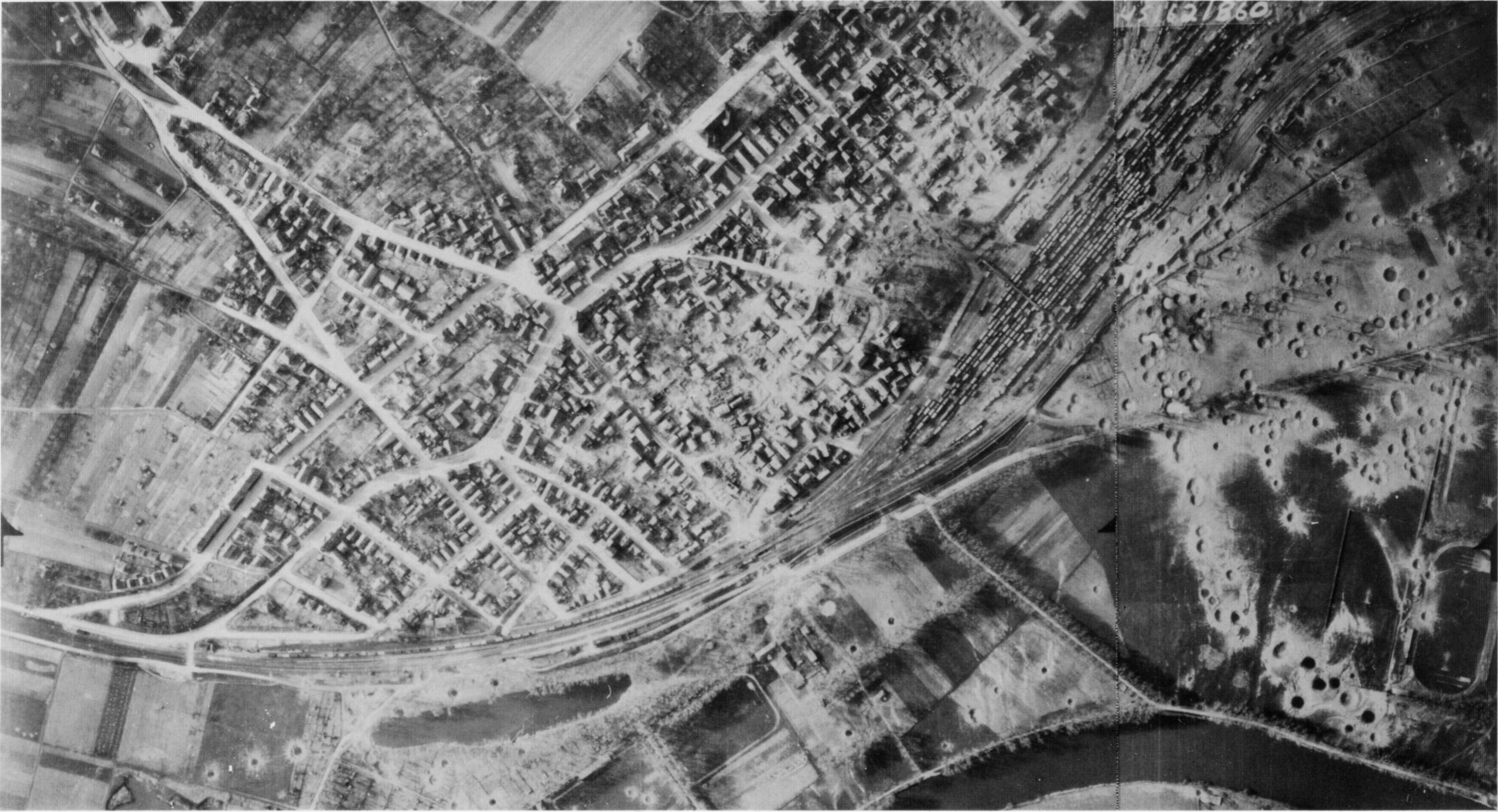
Luftaufnahme des zerstörten Böckingen am 31. März 1945

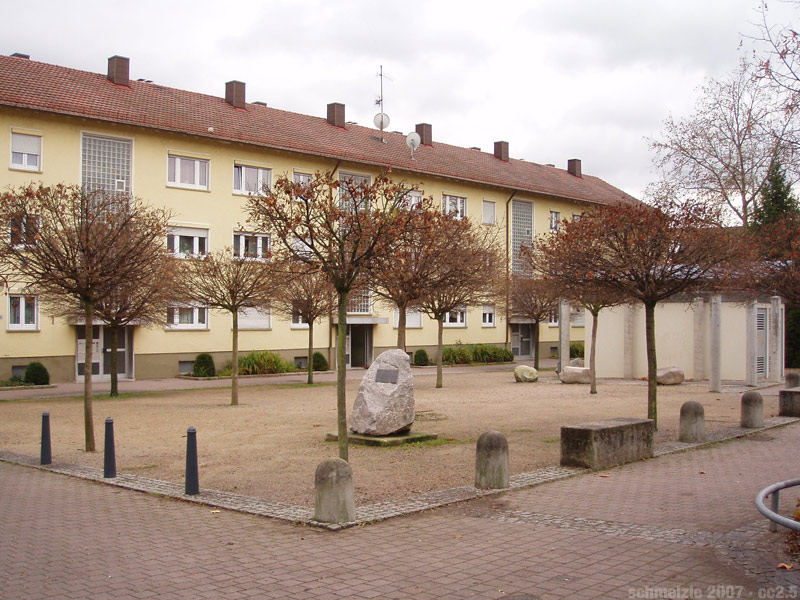
Dorfplatz mit Gedenkstein für die Opfer des Zweiten Weltkriegs

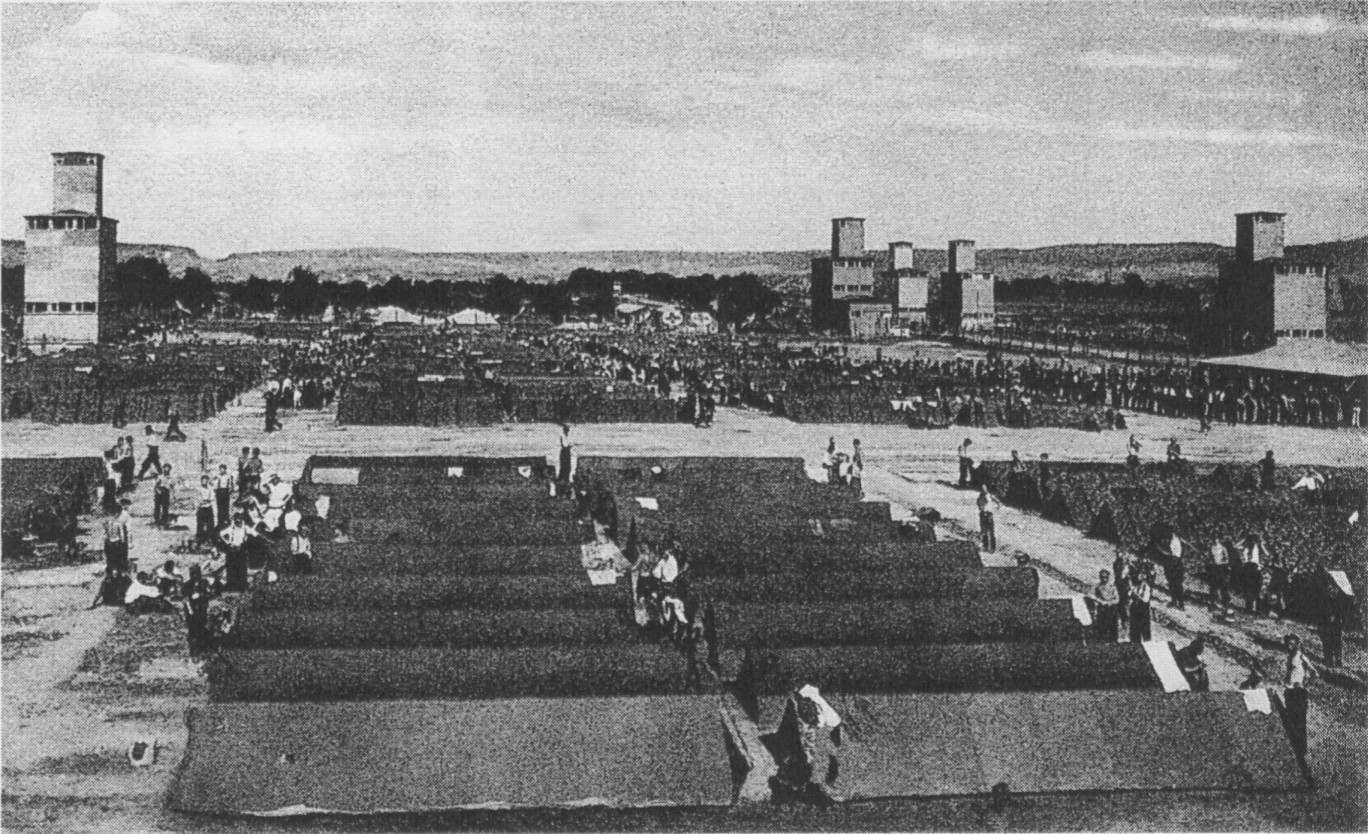
Amerikanisches Gefangenenlager auf der Böckinger Trappenhöhe, 1945

Bei mehreren Luftangriffen auf Heilbronn und Böckingen wurde der Ort schwer beschädigt und insgesamt 339 Böckinger kamen ums Leben.
Bei dem ersten Luftangriff am Sonntag, den 10. September 1944, wurde insbesondere der alte Ortskern zerstört, wobei in fünf Straßen über 40 % der Toten zu verzeichnen waren. So starben die meisten Böckinger in der Stedinger Straße mit 51 Personen, in der Friedenstraße mit 34 Personen, in der Ludwigsburger Straße mit 24 Personen, in der Klingenberger Straße mit 24 Personen und in der Seestraße mit 16 Personen. Der Kirchengemeinderat bewilligte in der gleichen Woche noch 10.000 RM für die Opfer, wobei 1000 RM aus der Kinderkirchkasse stammten. Am Donnerstag, den 14. September 1944, wurden 281 Böckinger Bürger auf dem Friedhof in der Heidelberger Straße im Rahmen einer Parteibeerdigung beerdigt, bei der die Kreisleitung anwesend war. Am Sonntag, den 17. September 1944 sollte um 15 Uhr am Nachmittag eine kirchliche Bestattung auf dem Friedhof erfolgen. Am Samstag, dem 16. September 1944 wurde von Seiten des Oberbürgermeisters Gültig nur die Zeit zwischen 8 und 12 Uhr für die Trauerfeier freigegeben. Aufgrund der Gottesdienste sonntags blieb für die Trauernden nur die Zeit um 11 Uhr für eine mögliche kirchliche Bestattung auf dem Friedhof, wobei diese Uhrzeit aufgrund der täglichen Luftangriffe von den Böckingern als die gefährlichste erachtet wurde. Daher fand eine kirchliche Bestattung nicht statt.
Bei dem Luftangriff am 4. Dezember 1944 wurde vor allem die Augustenstraße in Böckingen zerstört. Der letzte Luftangriff auf Böckingen erfolgte am 20. Januar 1945.
Außer den 339 Toten der Luftangriffe kamen 621 Böckinger Soldaten an der Front um, und 173 Böckinger wurden vermisst. Demnach belief sich die Zahl der Opfer des Zweiten Weltkriegs in Böckingen insgesamt auf 1137 Personen.
Am 2/3. April 1945 war die 100. Infanterie-Division unter General Wilhers A. Burress in der Hohl, um zum Ort Böckingen zu gelangen, als der ehemalige KPD-Gemeinderat Wilhelm Kärcher diesen mit einem weißen Tuch entgegenkam. Nachdem Kärcher den Truppen erklärt hatte, dass Böckingen sich ergebe und es in Böckingen keine deutschen Soldaten mehr gebe, rückten die Amerikaner über die Heckenstraße in den Ort ein, ohne dass es weitere Opfer gab. Bevor die Truppen jedoch Böckingen erreichten, wurden die Konzentrationslager aufgelöst und die KZ-Häftlinge gingen durch Böckingen zum Unionsplatz.
Nach Kriegsende entstanden im Mai 1945 auf Böckinger Gemarkung zwei amerikanische Kriegsgefangenenlager, von denen eines schon Ende Juli wieder geschlossen wurde, während das Lager PWTE-C-3 auf der Trappenhöhe (dem späteren Wohngebiet Schanz) eines der größten amerikanischen Durchgangslager in Südwestdeutschland war und bis 1947 von bis zu zwei Millionen Gefangenen durchlaufen wurde. Die letzten Reste des Lagers wurden erst 1961 im Vorfeld der Bebauung des Areals beseitigt.
Der Sozialdemokrat, Oberrechnungsrat und Stadtrat Hermann Waiblinger wurde nach Kriegsende als Bürgermeister Böckingens eingesetzt. Gemeinsam mit dem ehemaligen KPD-Gemeinderat Wilhelm Kärcher leitete er den Wiederaufbau Böckingens. Im Rahmen der Entnazifizierung verurteilte die Spruchkammer des Interniertenlagers Ludwigsburg am 26. Mai 1948 den ehemaligen Ortsgruppenleiter und Fabrikanten Wilhelm Wolf zu vier Jahren Arbeitslager.

### Gegenwart
Der Zweite Weltkrieg hat mehrere Projekte, die im Zusammenhang mit der Eingemeindung Böckingens nach Heilbronn angedacht waren, erheblich verzögert. Dazu zählt vor allem die Anlage weiterer Siedlungsflächen, so dass man sich in der Nachkriegszeit nicht nur auf den Wiederaufbau der stark kriegszerstörten Ortsmitte, sondern auch auf die Anlage von Neubaugebieten im Norden des Stadtteils konzentrierte. Nur sehr wenige Gebäude in der Ortsmitte konnten nach Kriegsende repariert werden, so dass das Ortsbild von schlichten Gebäuden aus der Zeit um 1950 geprägt wurde. 1951 wurde die Straßenbahn nach Böckingen durch den bis 1960 verkehrenden Oberleitungsbus Heilbronn ersetzt.
Um 1970 entstanden die Wohngebiete Schanz-Süd und Schanz-Nord im Nordwesten Böckingens, die für 5.000 bis 6.000 Einwohner geplant wurden. Um jene Zeit entwickelte sich der Böckinger Norden außerdem zur bevorzugten Lage für Gewerbeansiedlungen. Die Gewerbegebiete Böckingen-Nord und Böckingen West entstanden im Nordosten Böckingens längs der Neckargartacher Straße bzw. am Neckarkanal, im Nordwesten außerhalb an der B 293 nach Leingarten.
Die Stadt Heilbronn hatte sich in der Eingemeindungsvereinbarung von 1933 auch zum Bau einer ausreichenden und zeitgemäßen Turnhalle verpflichtet. Nach dem Modell des Bürgerzentrumsbauprogramms des Landes Hessen entstand daher von 1973 bis 1975 nach vorausgegangenem Architektenwettbewerb auf dem früheren Gelände der Schuchmann‘schen Brauerei das Bürgerhaus Böckingen als Mehrzweckhalle mit Bühne, Jugendräumen und Gastronomie, während der Sporthallenbedarf der örtlichen Vereine durch die in etwa gleichzeitig erbauten Großsporthallen beim Schulzentrum am Kraichgauplatz und bei der Heinrich-von-Kleist-Realschule gedeckt wurde. Dem Neubau der Neckartalstraße, die eine bedeutende Verkehrsberuhigung für den Ortskern brachte, schloss sich im Verlauf der 1970er ein Neuordnungskonzept für den alten Ortskern an, das diesen als verkehrsberuhigte Zone ausbildete.
Die vormals unbebauten Flächen östlich des Böckinger Wasserturms wurden mit einem Wohngebiet überbaut, während das sich westlich des Wasserturms erstreckende frühere Ziegeleigelände bis 1995 zum Ziegeleipark umgestaltet wurde.

### Religionen

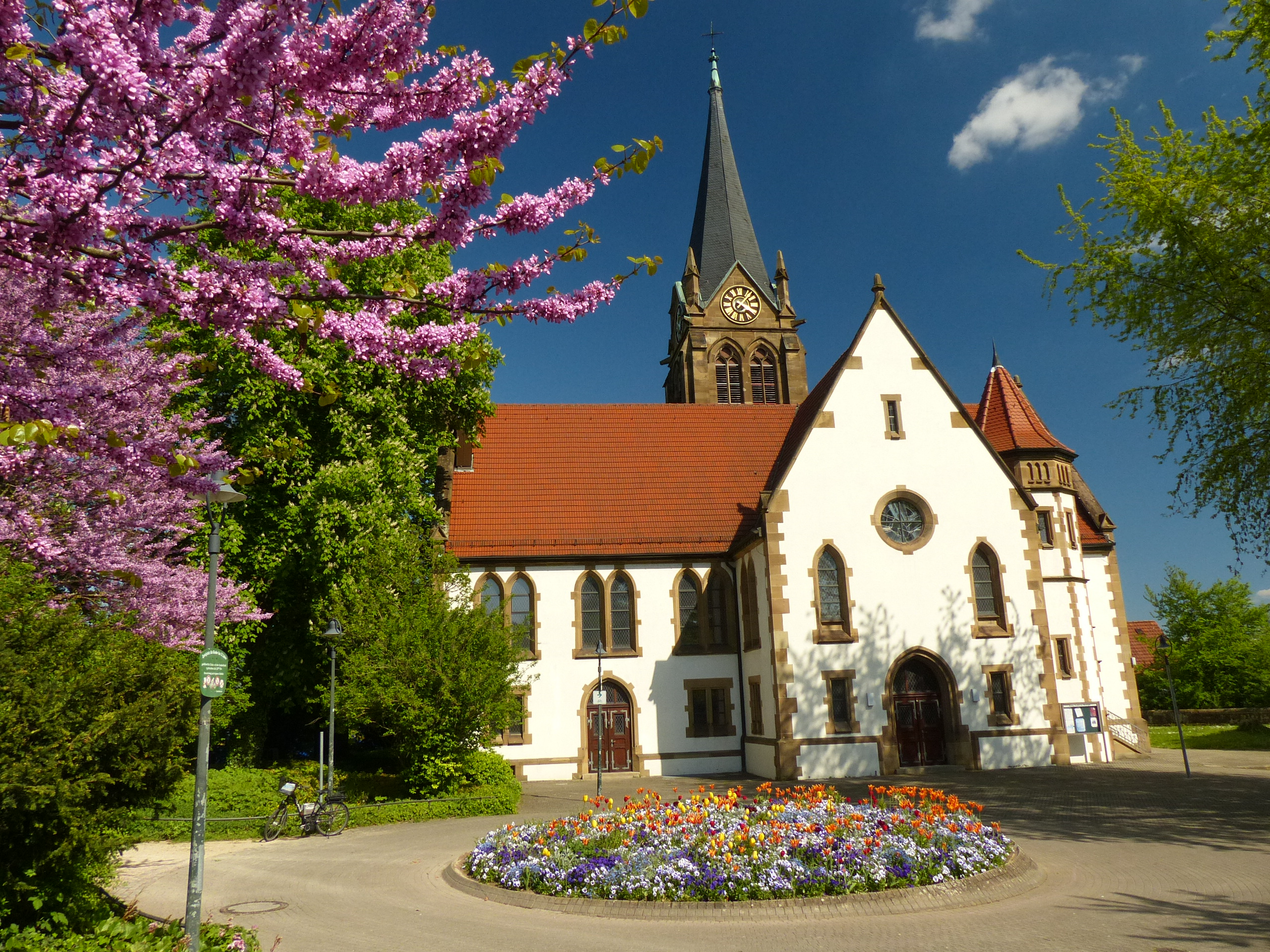
Evangelische Pankratiuskirche

#### Konfessionsstatistik
Mit Stand Ende 2020 waren von den Einwohnern 28 % evangelisch, 21 % katholisch und 52 % waren konfessionslos oder gehörten einer anderen Glaubensgemeinschaft an.

#### Protestanten
Die evangelische Pankratiuskirche geht auf die ursprüngliche Kirche des Ortes zurück und wurde im Jahr 1900 im Wesentlichen zu ihrer heutigen Gestalt umgebaut. Die Auferstehungskirche, die erste Kirche der evangelischen Kirchengemeinde der Nachkriegszeit, wurde nach Plänen des Böckinger Architekten Gerhard Bauer errichtet und am 3. Mai 1959 eingeweiht. Die Böckinger Versöhnungskirche wurde als die neueste Kirche der evangelischen Kirchengemeinde im Jahr 1996 fertiggestellt.

#### Katholiken

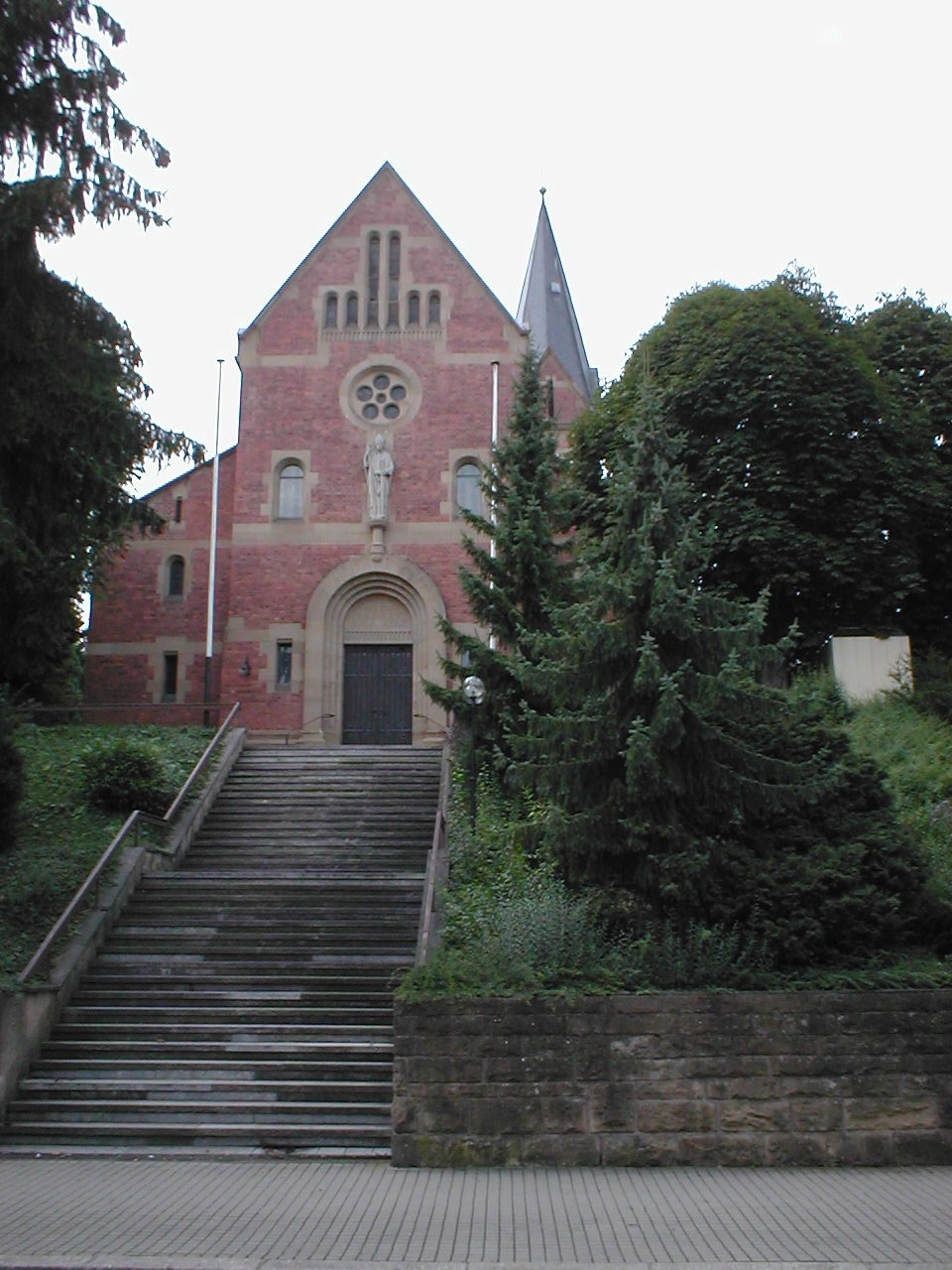
Katholische Kilianskirche

Im Jahre 1900 gab es bei einer Einwohnerzahl von 8 000 Bürgern in Böckingen 600 Bürger katholischen Glaubens, die zur katholischen Kirchengemeinde Peter und Paul zu Heilbronn gehörten. Am 31. Dezember 1901 wurde Böckingen eigenständige Kirchengemeinde mit den Filialen Frankenbach, Klingenberg, Nordheim und Nordhausen. Die Kirche St. Kilian der katholischen Kirchengemeinde wurde 1902 fertiggestellt und nach dem Heiligen Kilian benannt. Eine Marienkirche, die erste Filialkirche der katholischen Kirchengemeinde wurde nach Plänen des Böckinger Architekten Gerhard Bauer errichtet und am 15. August 1953 in Nordheim eingeweiht. Die Heilig-Kreuz-Kirche im Kreuzgrund, die zweite katholische Kirche in Böckingen, wurde nach Plänen des Regierungsbaumeisters Rudolf Gabel durch die Firma Ensle errichtet und am 18. Juli 1954 eingeweiht. Am 22. Dezember 1974 wurde die Frankenbacher Johanneskirche als eine weitere Filialkirche eingeweiht. Am 1. November 1980 wurde die Kirchengemeinde geteilt. St Kilian umfasst den Böckingerteil südlich der Bahnlinie Heilbronn-Karlsruhe mit Klingenberg, Nordheim und Nordhausen. Der nördliche Teil mit Frankenbach gehört zur neugegründeten Kirchengemeinde Heilig Kreuz. Die Heilig-Kreuz-Kirche wurde später nach Plänen des Stuttgarter Architektenbüros Perlia, Schliebitz und Schwarz durch einen am 8. Dezember 1991 eingeweihten Neubau ersetzt.

#### Sonstige
Eine jüdische Gemeinde gab es in Böckingen nicht, es haben dort lediglich vereinzelt Juden gewohnt, die zur Jüdischen Gemeinde Heilbronn zählten. Die Gemeindeliste von 1937 listet zwei Personen jüdischen Glaubens in Böckingen, darunter den Arzt Ludwig Essinger, der im Israelitischen Asyl Sontheim wirkte.
Seit 1898 gab es eine Methodistenkapelle in Böckingen. Nach deren Zerstörung 1944 wurde die evangelisch-methodistische Christuskirche am 4. Dezember 1949 eingeweiht.
Durch den Zuzug zahlreicher Personen aus islamisch geprägten Ländern in den letzten Jahrzehnten gibt es inzwischen auch einen bedeutenden Anteil von Muslimen unter den Einwohnern.

## Politik

### Wappen

Wappen Böckingens

Das Wappen von Böckingen zeigt in Gold einen schwarzen Steinbock, das vom örtlichen Stadtadel stammen könnte. Dabei gab es in Böckingen zwei adlige Familien.
Ein Böckinger Stadtadel wird erstmals in einer Schönthaler Urkunde aus dem Jahr 1279 erwähnt, dabei wird der Name Conradus advocatus de Beckingen erwähnt. 1454 wird ein Junker Konrad von Böckingen zu Heilbronn erwähnt, dessen Sohn Eberhard dann Heilbronner Ratsmitglied wurde. Das Wappen dieses Adels zeigt ähnlich dem Wappen der Grafen zu Neipperg, drei schwarze Ringe im goldenen Schild. Nach der Oberamtsbeschreibung gab es noch einen zweiten Böckinger Stadtadel, der im Wappen einen Bock führte. Benz von Böckingen, Ehemann von Sifride von Lauffen, führte im Wappen einen Bock, besaß 1324 einen Hof in Heilbronn und wurde 1350 dort Bürger. Gestorben ist dieser Benz von Böckingen am 24. Februar 1376. Seine Nachkommen Volmar und Hartmud die Böckinger sind dann auch Bürger zu Heilbronn. Bis zum Hochmittelalter erlangte das Geschlecht derer von Böckingen sogar eine gewisse überregionale Bedeutung. Ein Bechtolf von Böckingen war im 14. Jahrhundert Burggraf in Alzey. Ein Siegel aus dem 18. Jahrhundert mit der Inschrift Insigel des Dorfes Böckingen zeigt den aufrechtstehen Steinbock. Auch der Dienststempel des Stadtschultheißen Böckingens zeigt diesen Bock.

## Verkehr
Mit den Haltestellen Sonnenbrunnen, Berufsschulzentrum und Böckingen West verfügt Böckingen über drei Haltepunkte der Kraichgaubahn. Bis 1971 gab es hier auch einen Haltepunkt der Frankenbahn. Das Eisenbahnbetriebswerk wurde im Jahr 1997 geschlossen. Hier ist heute das Süddeutsche Eisenbahnmuseum Heilbronn beheimatet. Über den Rangierbahnhof Heilbronn wird nach Teilstilllegung nurmehr der örtliche Schienengüterverkehr der Region Heilbronn abgewickelt.
Durch Böckingen führt die B 293. Seit 1965 wird eine Verlängerung der an der Kreuzgrundsiedlung vorbeiführenden Saarlandstraße diskutiert, die zwischen Böckingen und Frankenbach den Anschluss an die B 293 schaffen und so die Ortskerne von Böckingen und Frankenbach vom Durchgangsverkehr entlasten soll. Gegen den ab 2007 geplanten Ausbau haben sich mehrere Bürgerinitiativen gebildet, die durch den Ausbau und durch den seit der Einführung der Lkw-Maut deutlich angestiegenen Schwerlastverkehr auf der B 293 (Großgartacher Straße) eine Verschlechterung der Lebensqualität befürchten.

## Bauwerke und Kulturdenkmäler

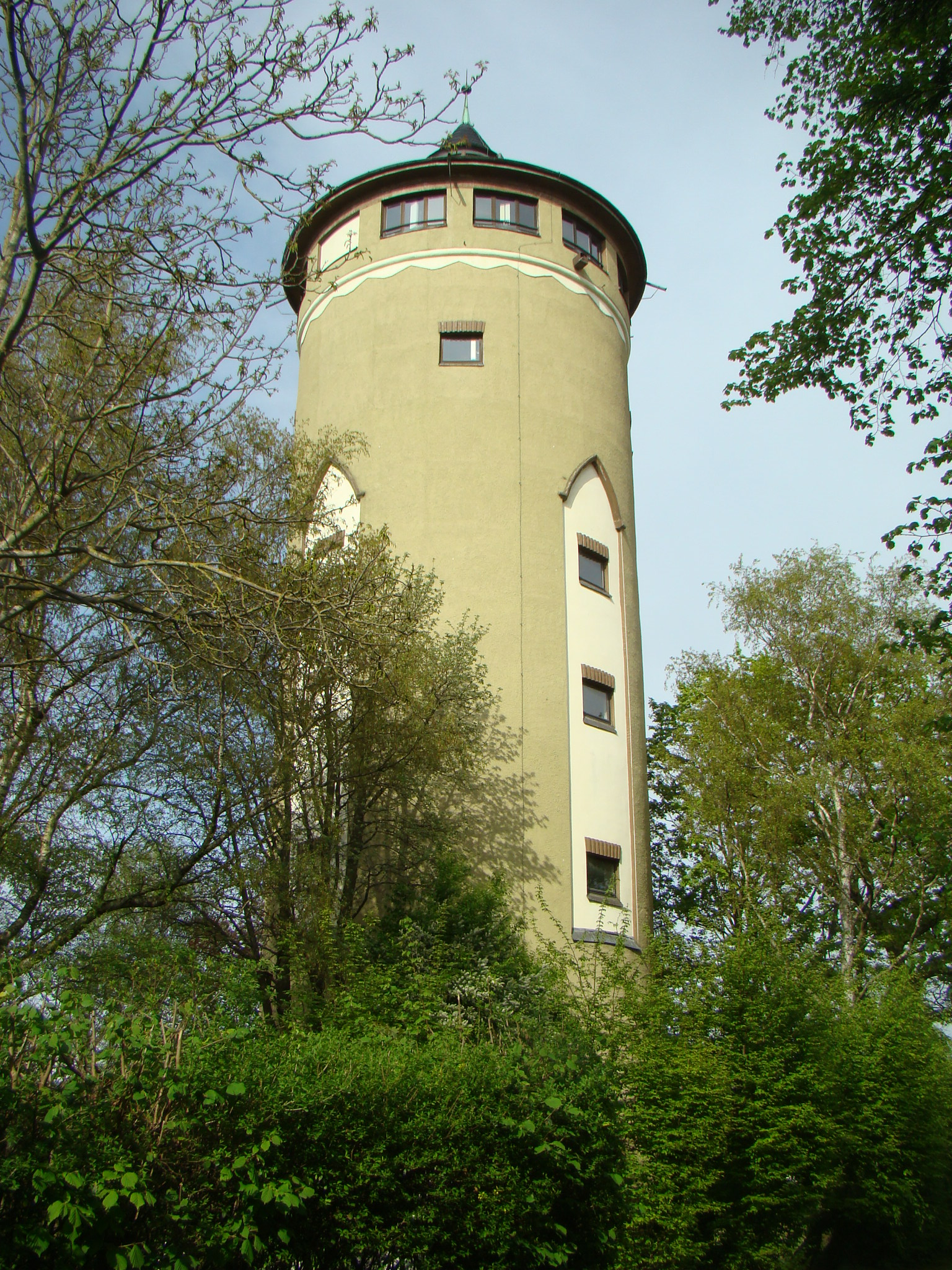
Der Wasserturm ist das Wahrzeichen von Böckingen

Der Böckinger Wasserturm wurde 1929 erbaut und ist das Wahrzeichen des Ortes. Westlich davon erstreckt sich der 1995 eröffnete Ziegeleipark, das 148.000 m² große ehemalige Gelände der Ziegelei Böckingen.
Das Bürgerhaus Böckingen wurde als Bürgerzentrum auf dem Gelände der ehemaligen Schuchmann’schen Brauerei südwestlich der Pankratiuskirche nach Plänen der Architektengruppe Braun-Keppler-Stieglitz erbaut und am 4. April 1975 eingeweiht. Der Utzname „Seeräuber“ wird mit dem Seeräuberbrunnen von Dieter Läpple vor dem Bürgerhaus thematisiert. Das Bürgerhaus wurde als neue Ortsmitte konzipiert, nachdem die alte Böckinger Ortsmitte im Zweiten Weltkrieg unterging und der während des Wiederaufbaus geschaffene Dorfplatz (mit Gedenkstein für die Opfer des Luftangriffs vom 10. September 1944 von 2004) nie einen funktionellen Zweck erfüllte.
Die Friedenstraßenschule wurde 1878 errichtet und 1925/26 zum Rathaus umgebaut. Das Gebäude wurde nach den Zerstörungen des Zweiten Weltkriegs in vereinfachter Form wieder aufgebaut. Frühere Rathäuser in Böckingen befanden sich an anderer Stelle. Gegenüber dem Gebäude befindet sich die Schwarze-Hofmännin-Skulptur von Dieter Klumpp von 1986.
Das Böckinger Kastell ist ein größtenteils überbautes Bodendenkmal, von dem lediglich ein restauriertes Nordtor zu sehen ist.

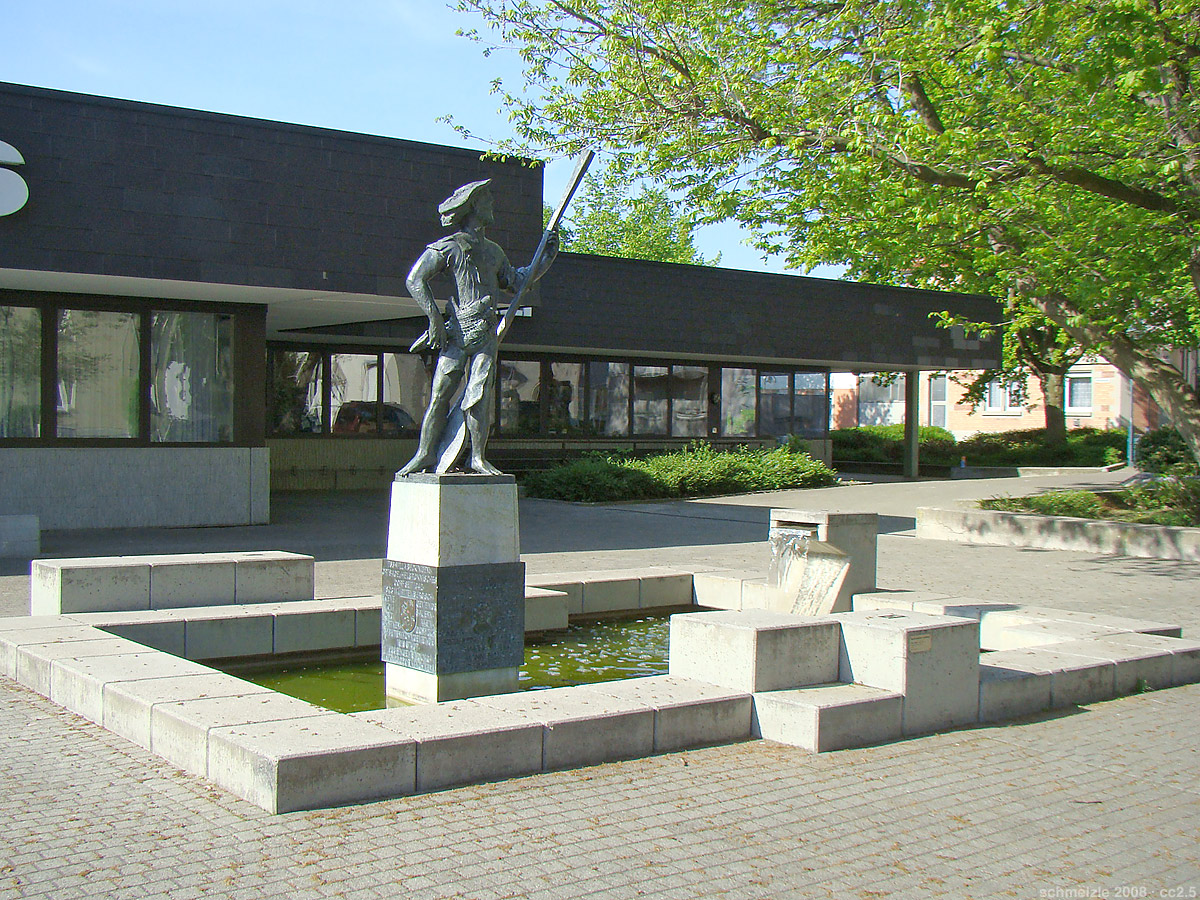
Seeräuberbrunnen vor dem Bürgerhaus
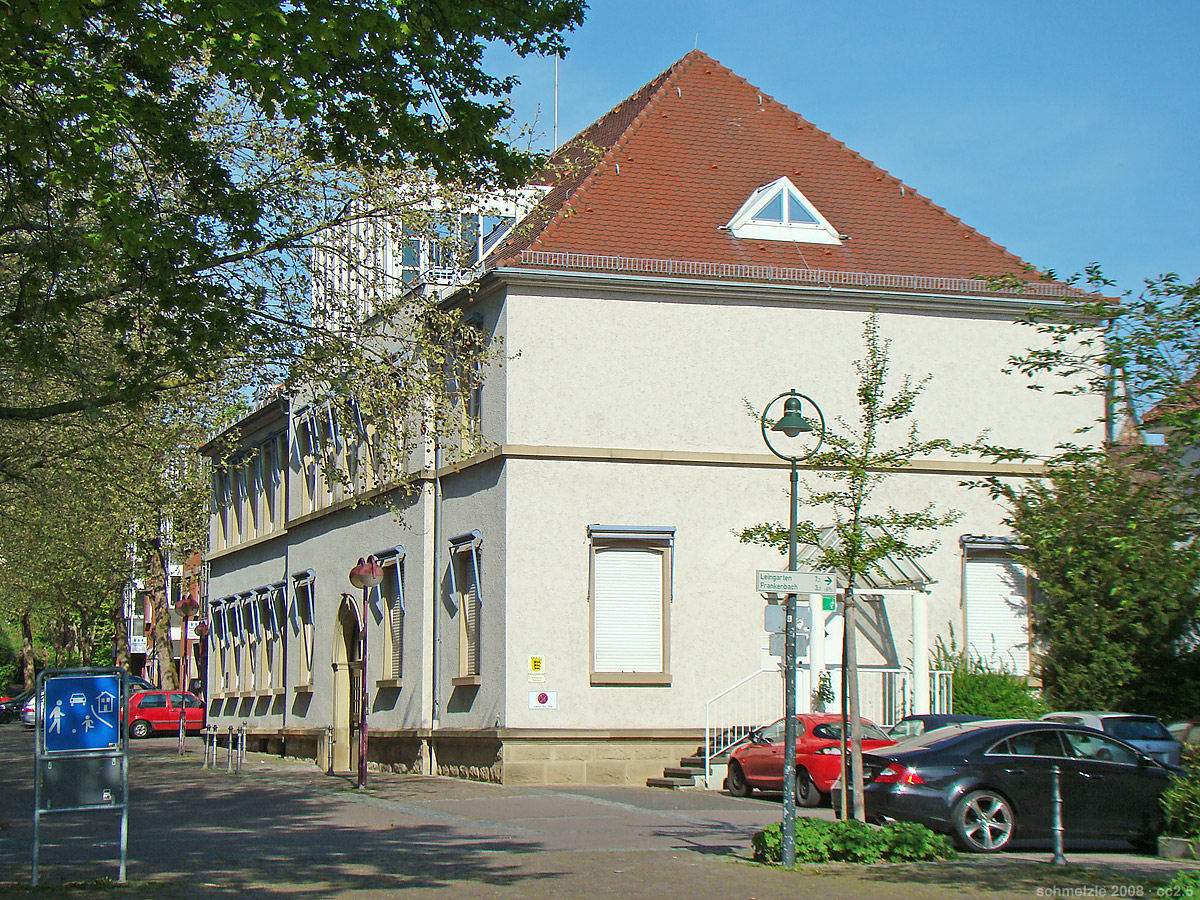
Friedenstraßenschule
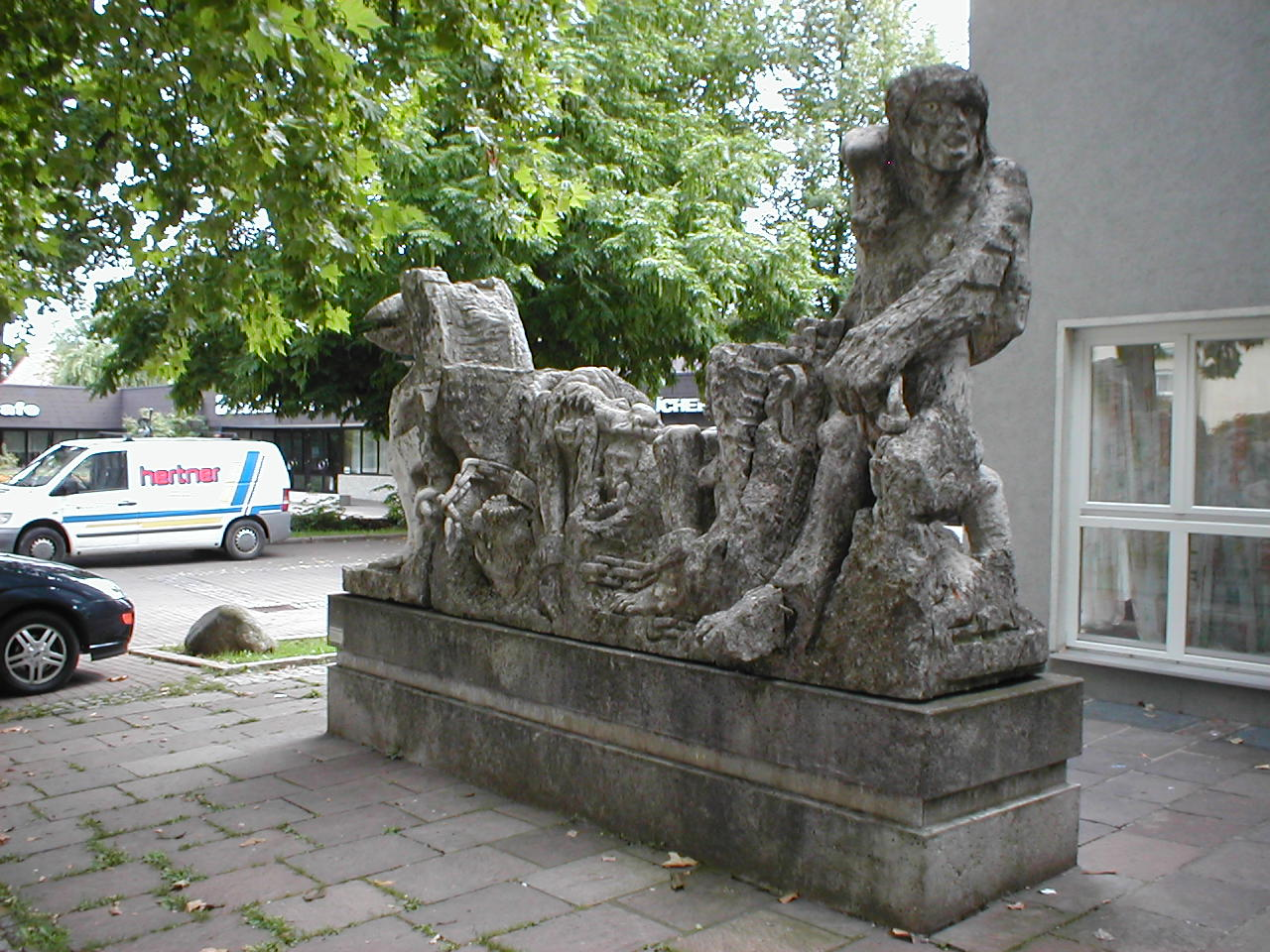
Schwarze Hofmännin

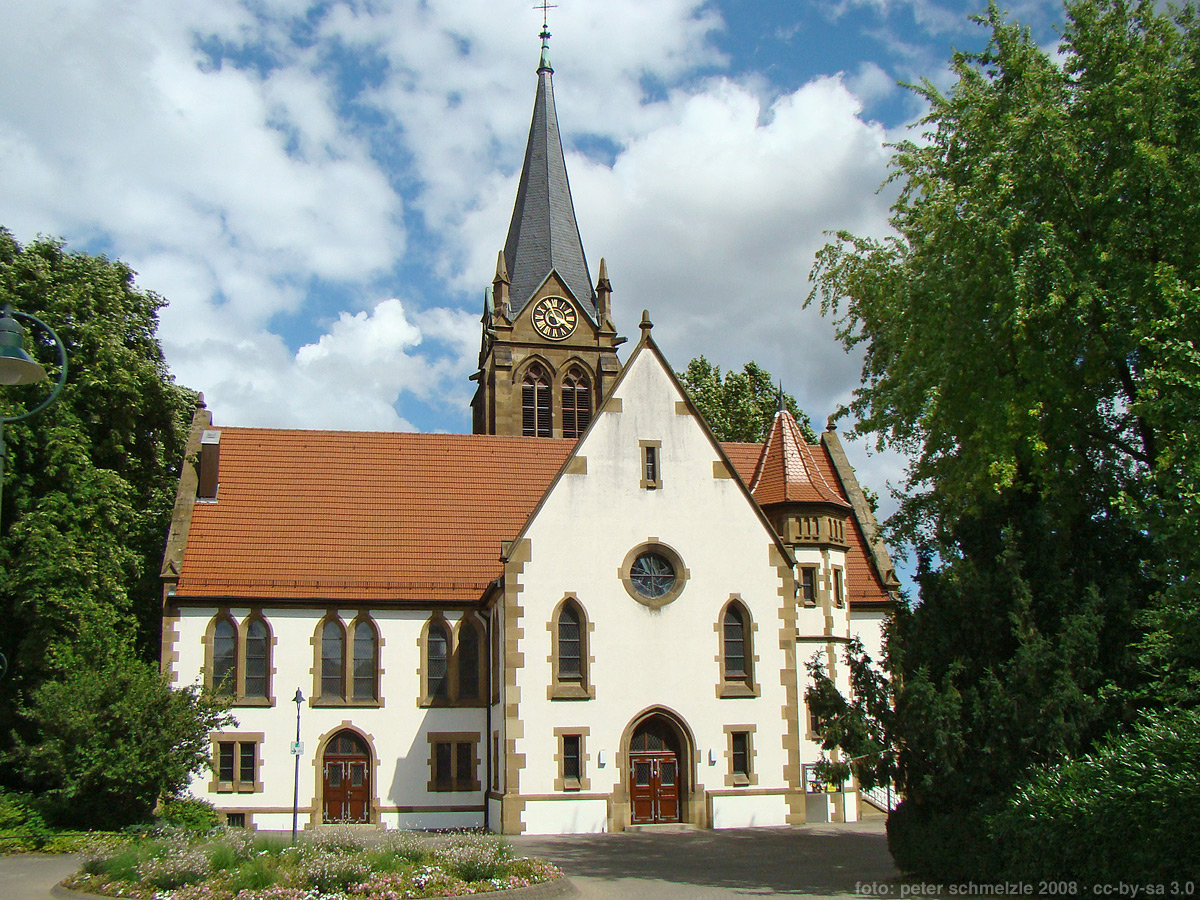
Evang. Pfarrkirche St. Pankratius

In Böckingen gibt es mehrere Kirchen. Die evangelische Pankratiuskirche beim alten Friedhof ist die einzig erhalten gebliebene historische Pfarrkirche des Ortes. Im 13. Jahrhundert wird neben der Pankratiuskirche auch die Kapelle St. Nikolaus und die Kapelle zu unserer lieben Frau Bekümmernis genannt. Nach dem Zweiten Weltkrieg sind weitere evangelische Kirchen entstanden: die Auferstehungskirche (1959) am Sonnenberg und die Versöhnungskirche (1996) im Kreuzgrund.
Die erste Kirche der Böckinger Katholiken war St. Kilian (1902), außerdem gibt es die katholische Pfarrkirche Heilig Kreuz (1991) im Kreuzgrund. An der Ludwigsburger Straße befindet sich die evangelisch-methodistische Christuskirche (1949) und auf dem Friedhof an der Heidelberger Straße die Böckinger Friedhofskapelle (1905).
Das Evangelische Pfarrhaus bei der Pankratiuskirche und das Katholische Pfarrhaus bei der Kilianskirche stehen unter Denkmalschutz.

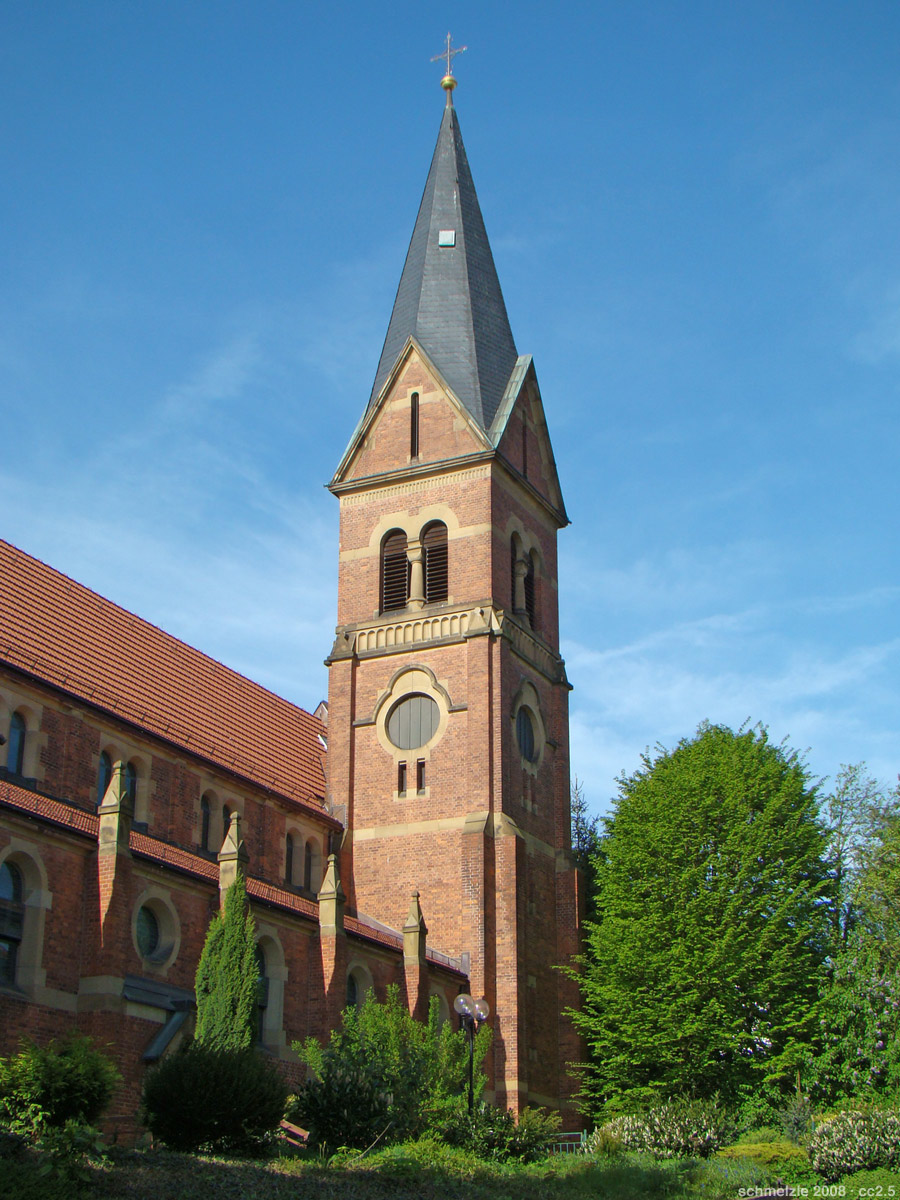
Kath. Kirche St. Kilian
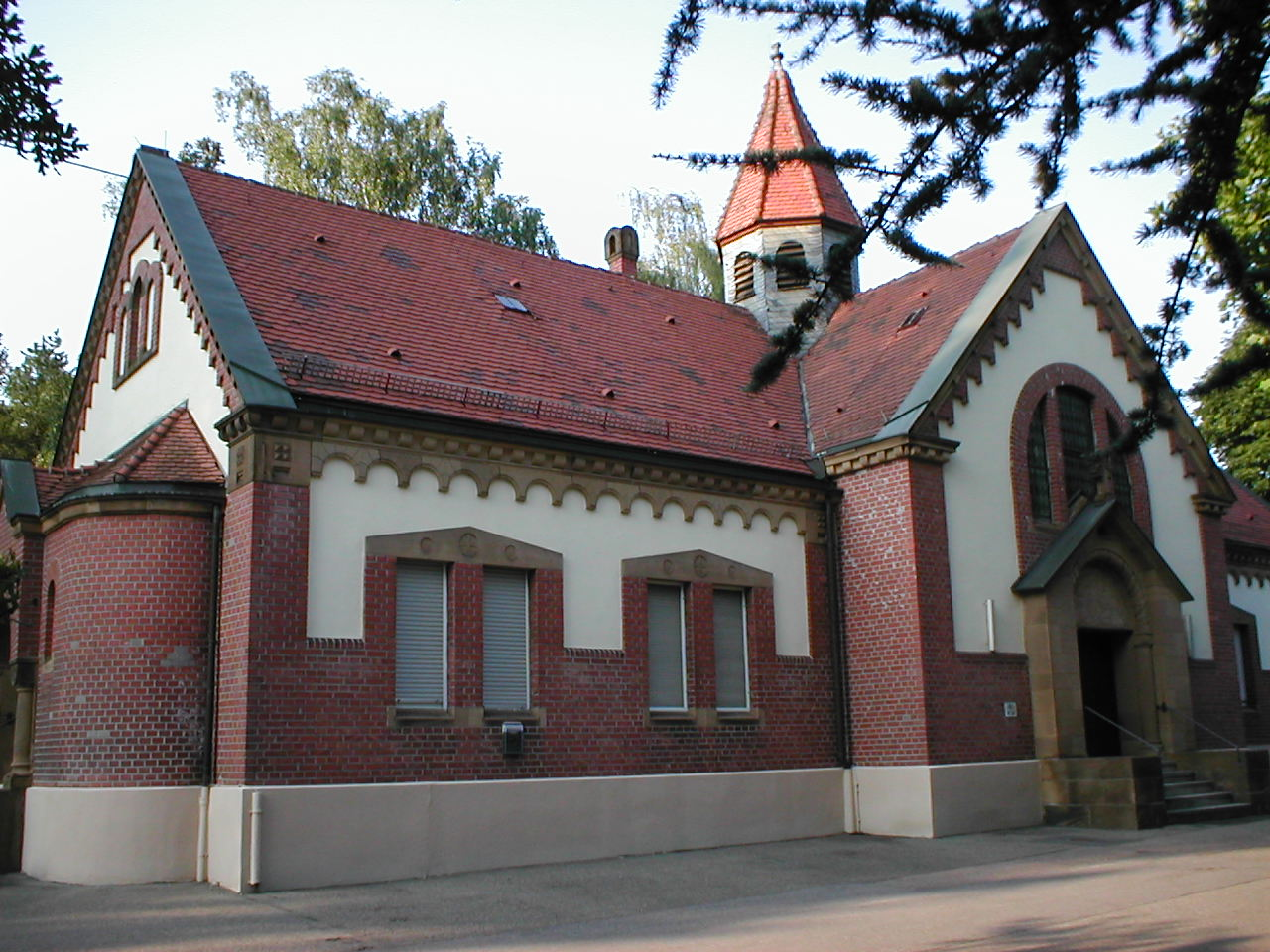
Friedhofskapelle
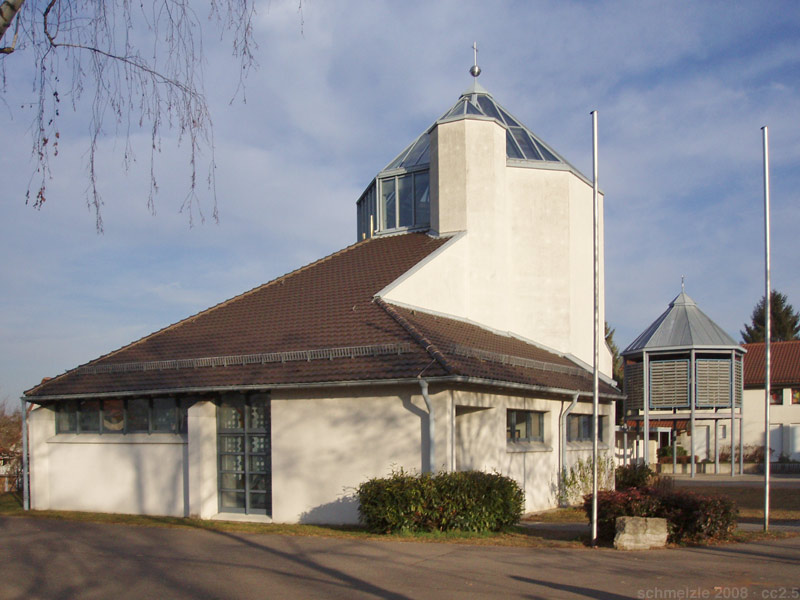
Kath. Pfarrkirche Hl. Kreuz

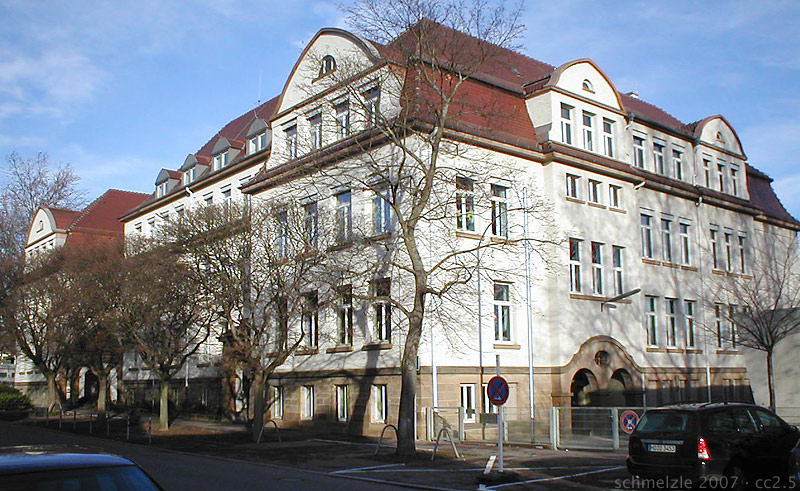
Grünewaldschule

Aufgrund der starken Kriegszerstörungen verfügt die Ortsmitte, außer den wiederhergestellten Kirche, über nur wenige weitere historische Bauwerke, wie die am 12. Januar 1906 eröffnete Adler-Apotheke in der Schuchmannstraße und das Gasthaus Lamm in der Stedinger Straße. Historische Schulhäuser in Böckingen sind die der Grundschule Alt-Böckingen und der Grünewaldschule, die beide im Zuge des starken Wachstums des Ortes um 1900 errichtet wurden.
Der 1904 an der Großgartacher Straße eingeweihte evangelische Kindergarten, die Eisenbahnkinderschule, wurde im Zweiten Weltkrieg zerstört, dagegen besteht weiterhin der am 17. November 1907 eingeweihte evangelische Kindergarten an der Weststraße 6 (heute Ludwigsburger Straße 93).
Die ehemaligen Anlagen des Böckinger Bahnhofs und des Bahnbetriebswerks (Süddeutsches Eisenbahnmuseum Heilbronn) können besichtigt werden.

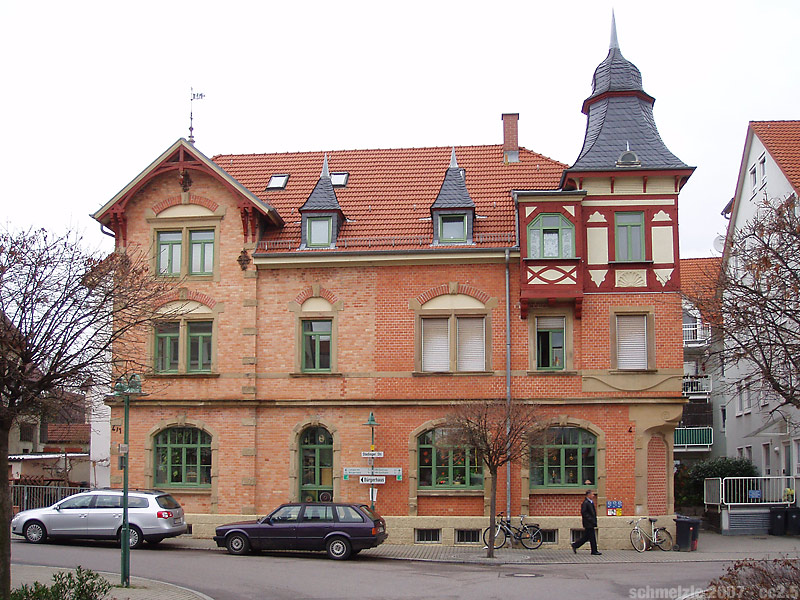
Gasthaus Lamm
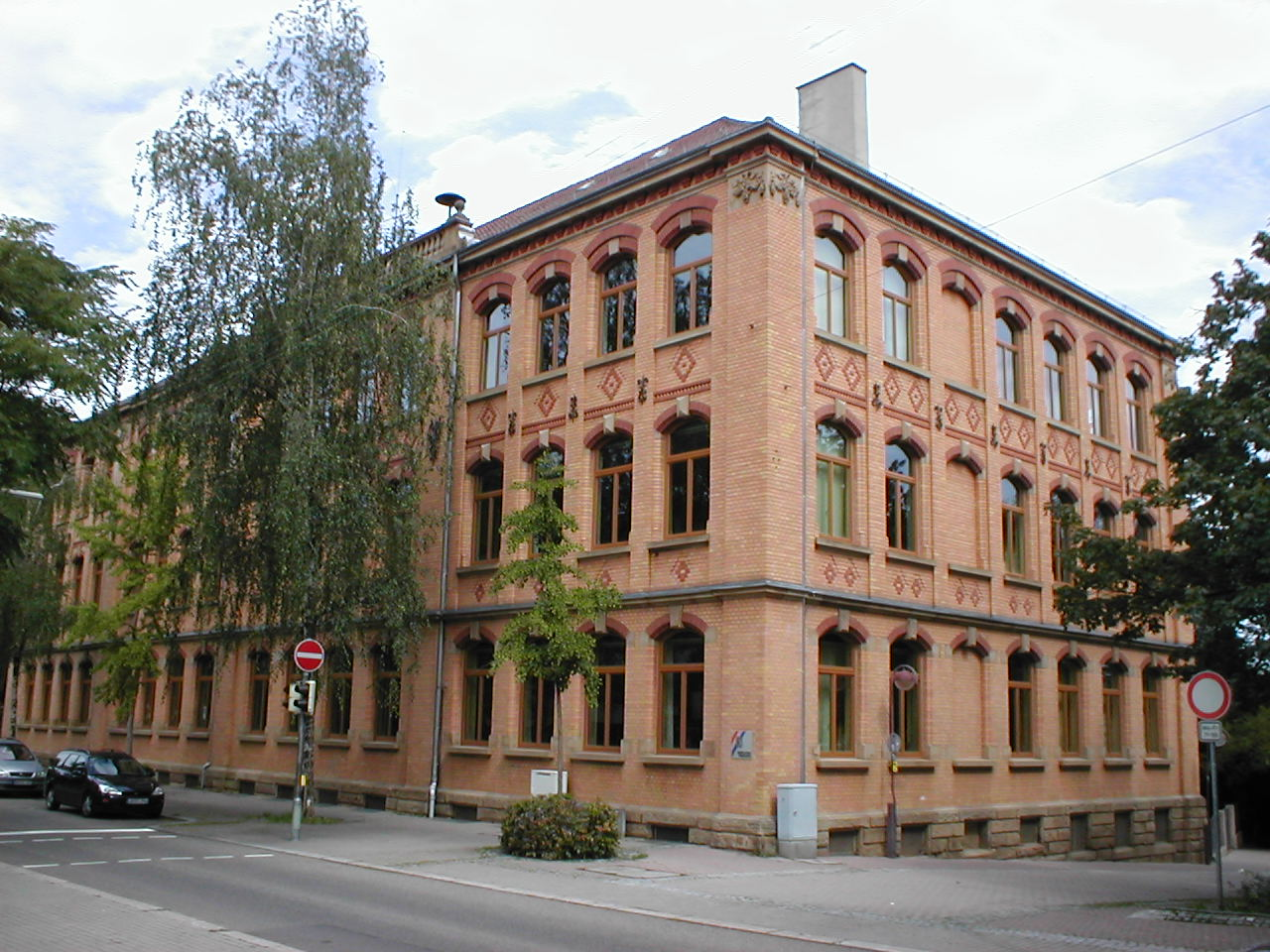
Grundschule Alt-Böckingen
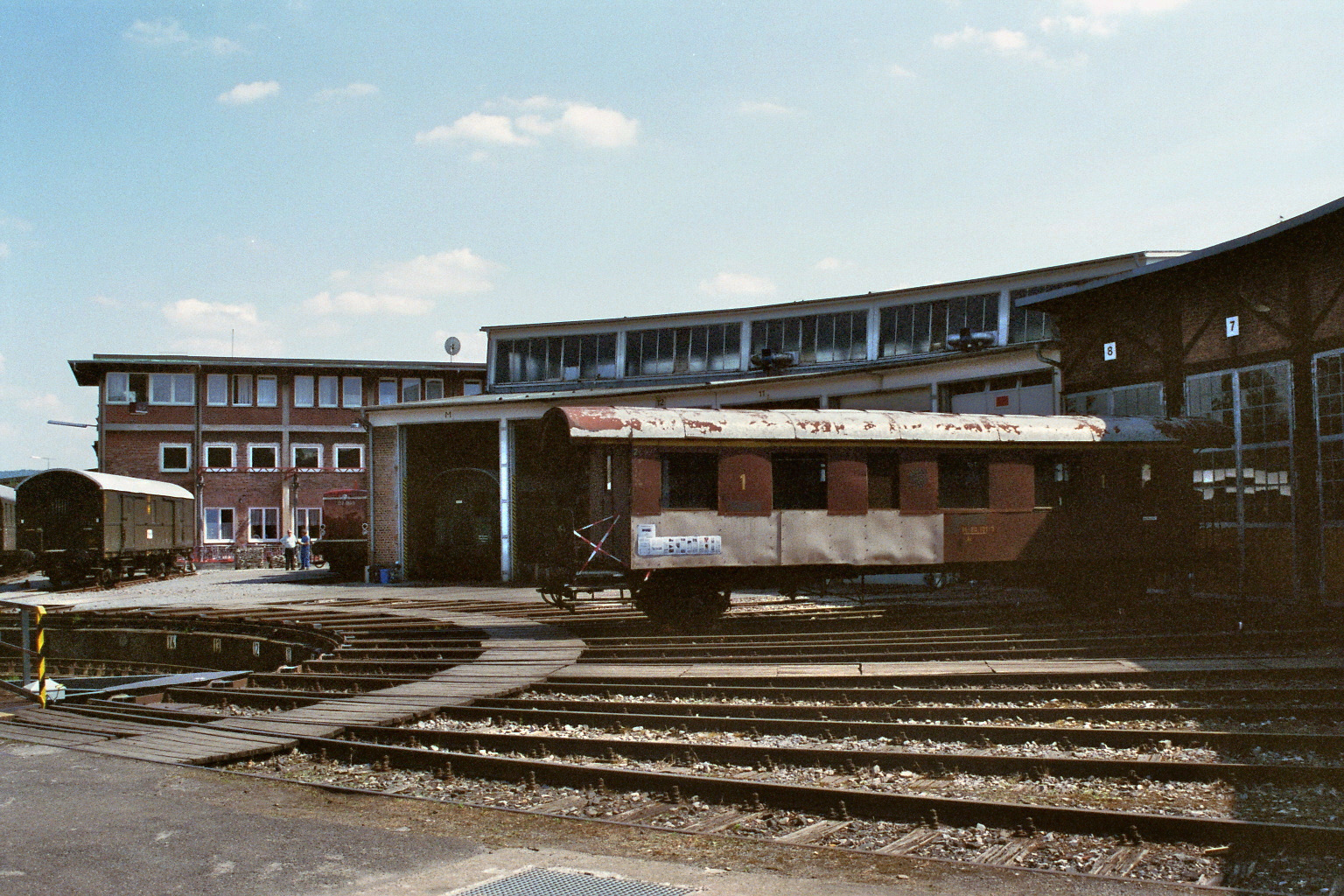
Ehemaliges Bahnbetriebswerk

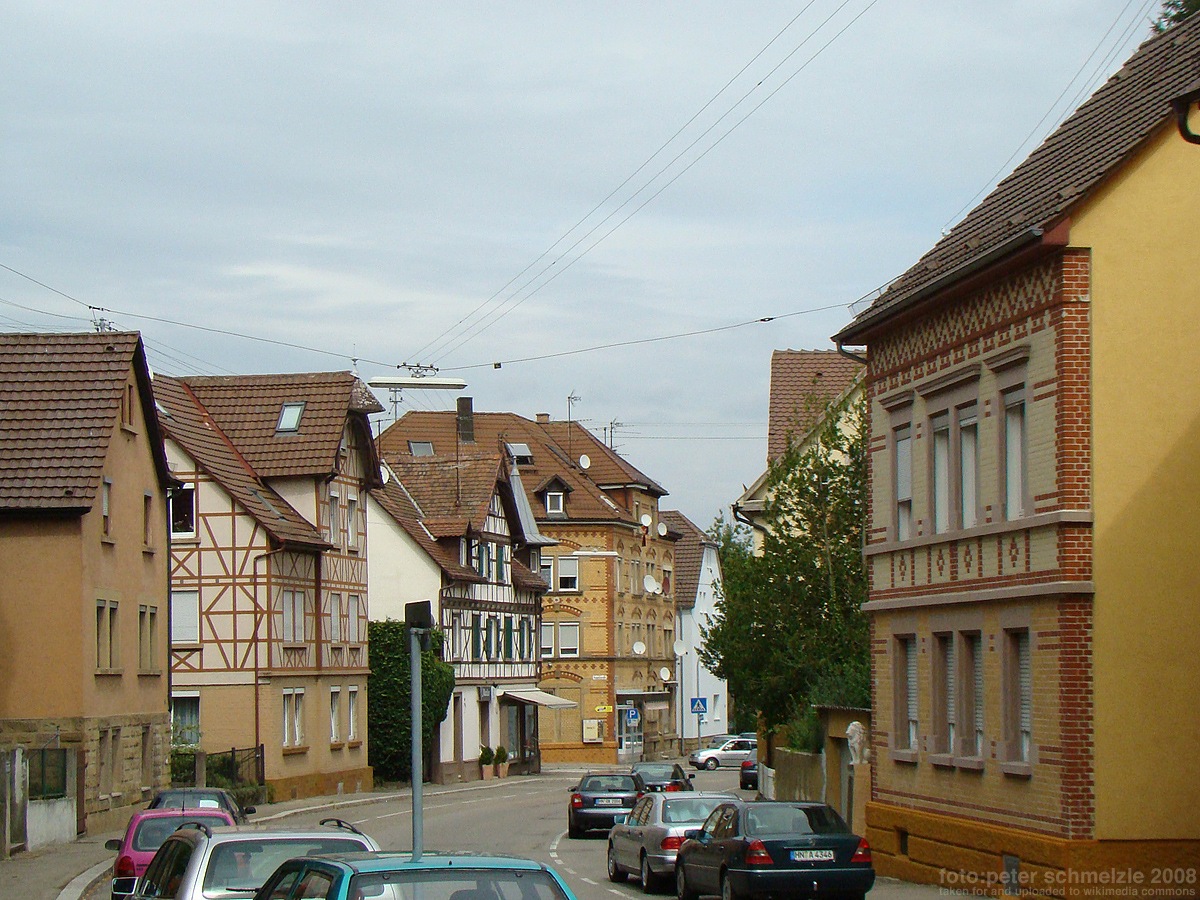
Südliche Klingenberger Straße

Fachwerkbauten haben sich in Böckingen nur vereinzelt erhalten, darunter das Gehöft an der Seestraße 27 im Kern aus dem 16. Jahrhundert, das Gebäude Seestraße 35, das große Haus mit Tordurchfahrt in der Rathausstr. 8 um 1800 sowie das erst nach 1900 erbaute Handwerkerhaus in der Heuchelbergstr. 4.

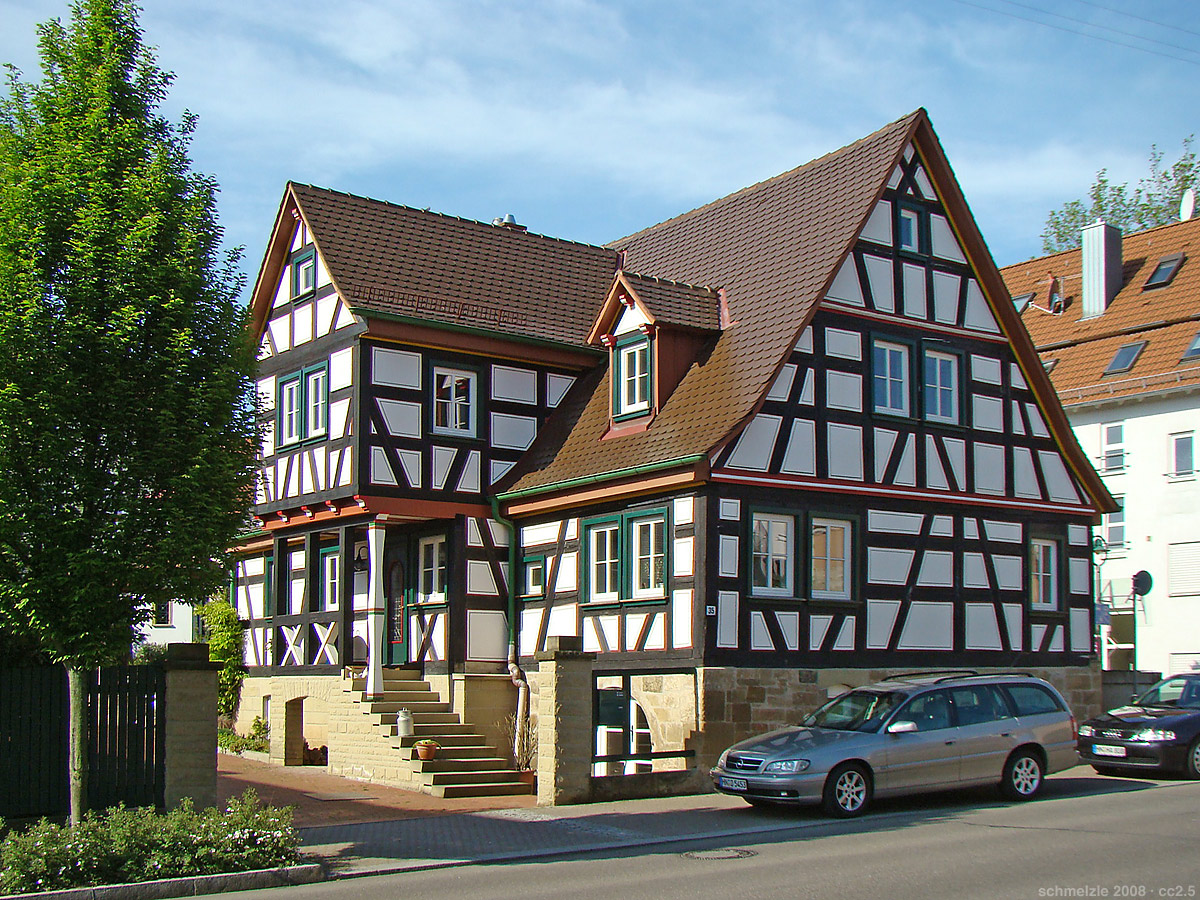
Seestr. 35
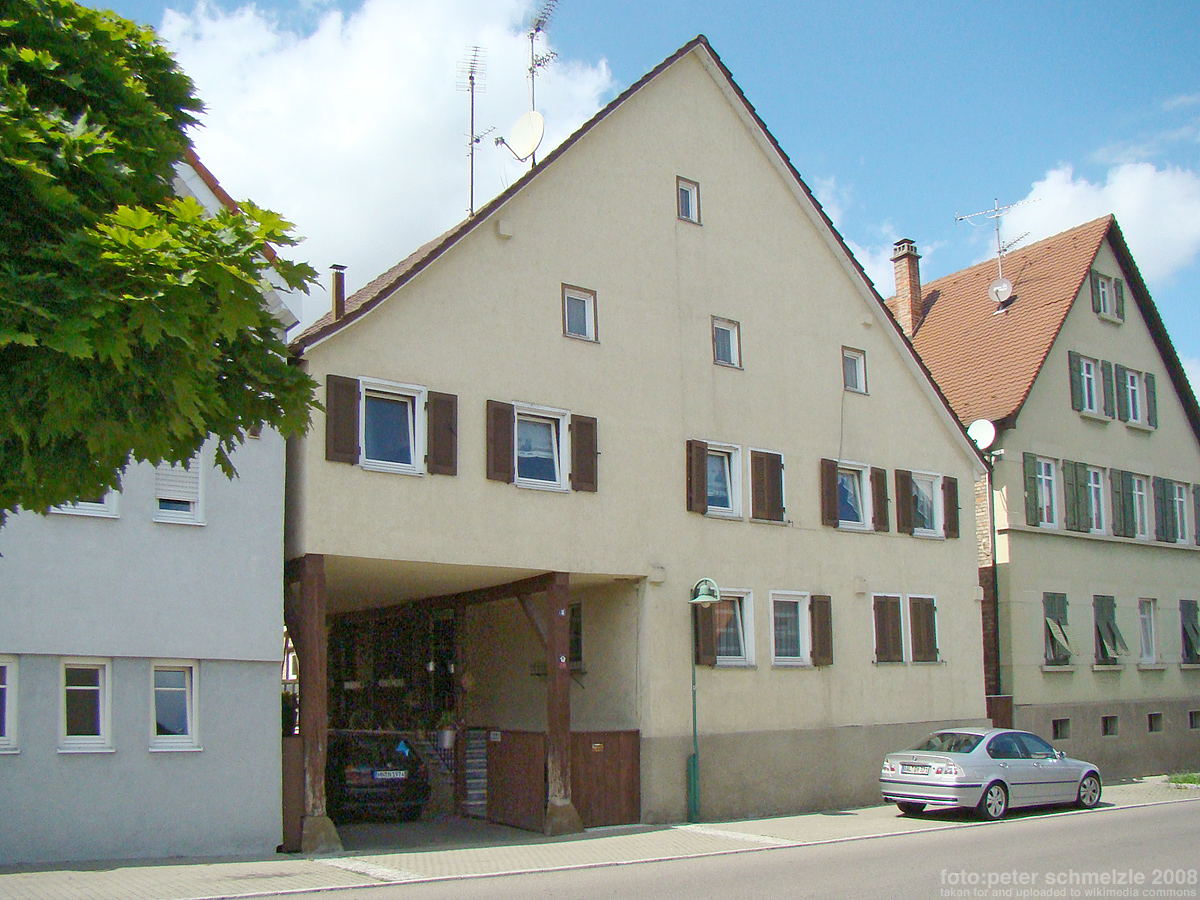
Rathausstr. 8
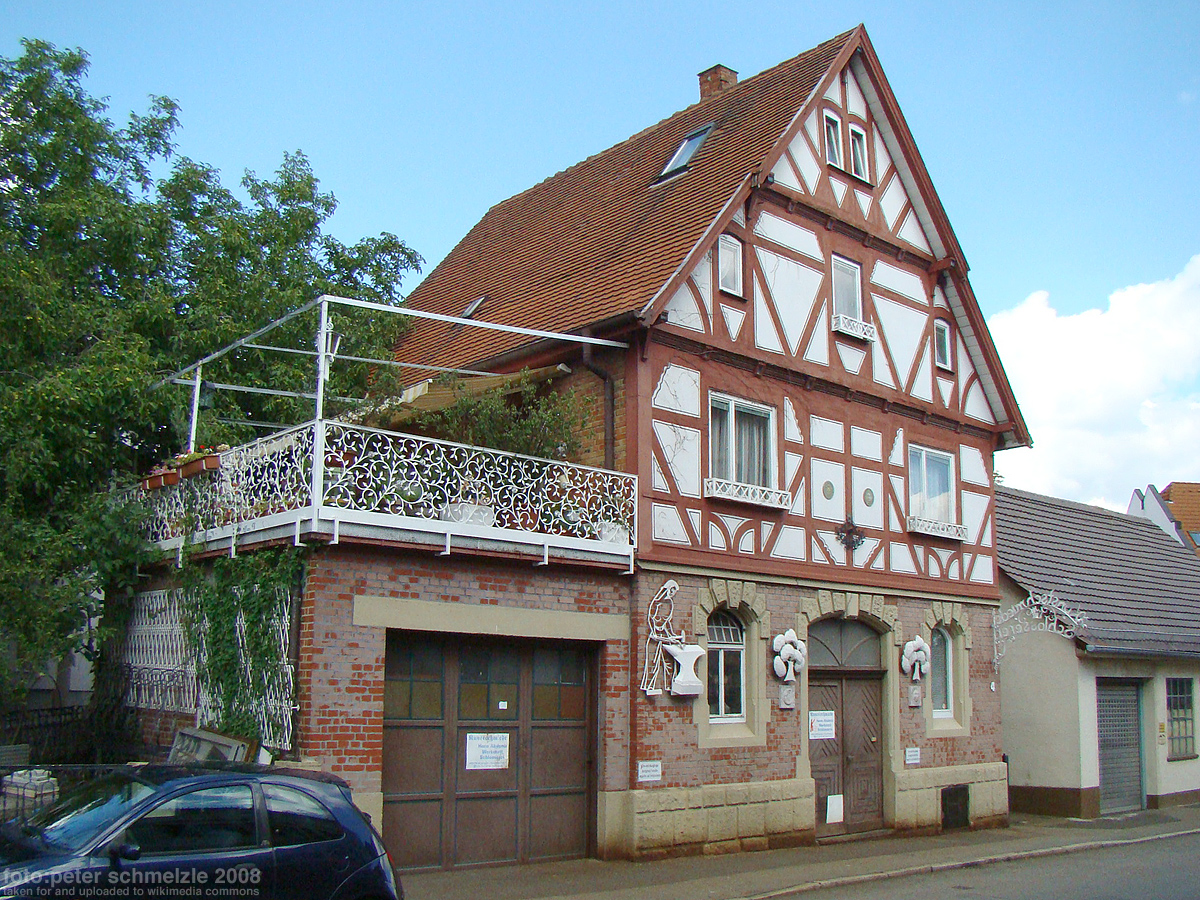
Heuchelbergstr. 4

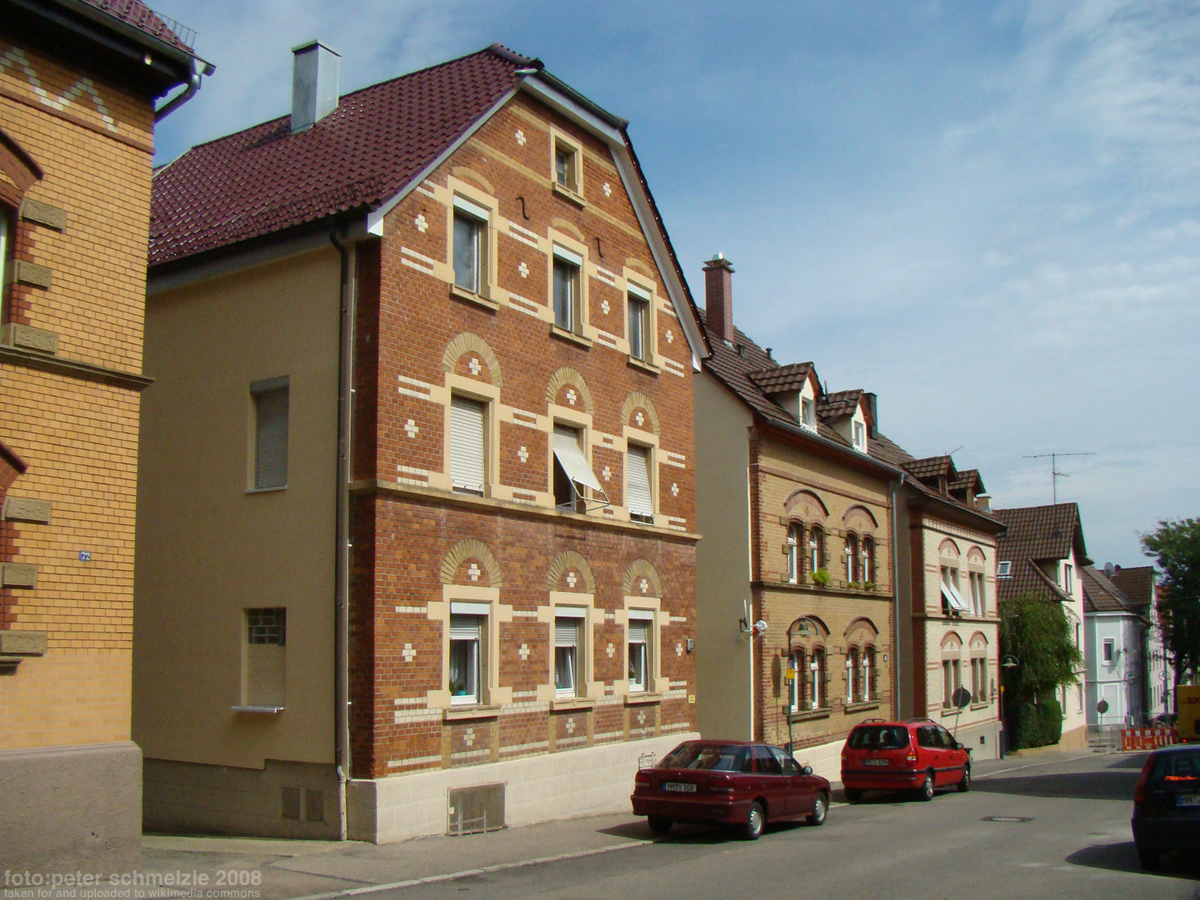
Eppinger Straße

Zahlreiche historische Gebäude in Böckingen sind als Ziegelbauten mit dekorativem Sichtmauerwerk aus Ziegeln der ehemaligen Böckinger Ziegelei ausgeführt. Dazu zählen die Gebäude Eppinger Str. 47,49, Eppinger Str. 51, Eppinger Str. 64, Eppinger Str. 66, Eppinger Str. 68, Eppinger Str. 72, Friedrichstr. 30, Großgartacher Str. 21, Großgartacher Str. 23, Großgartacher Str. 82, Heckenstr. 27, Klingenberger Str. 105, Klingenberger Str. 139, Klingenberger Str. 153,155, Bahnbetriebswagenwerk 1 und Querstr. 9.
Denkmalgeschützte Villen in Böckingen sind die Villa Maas, die Villa Scheuerle und die Villa Heuchelbergstr. 89.

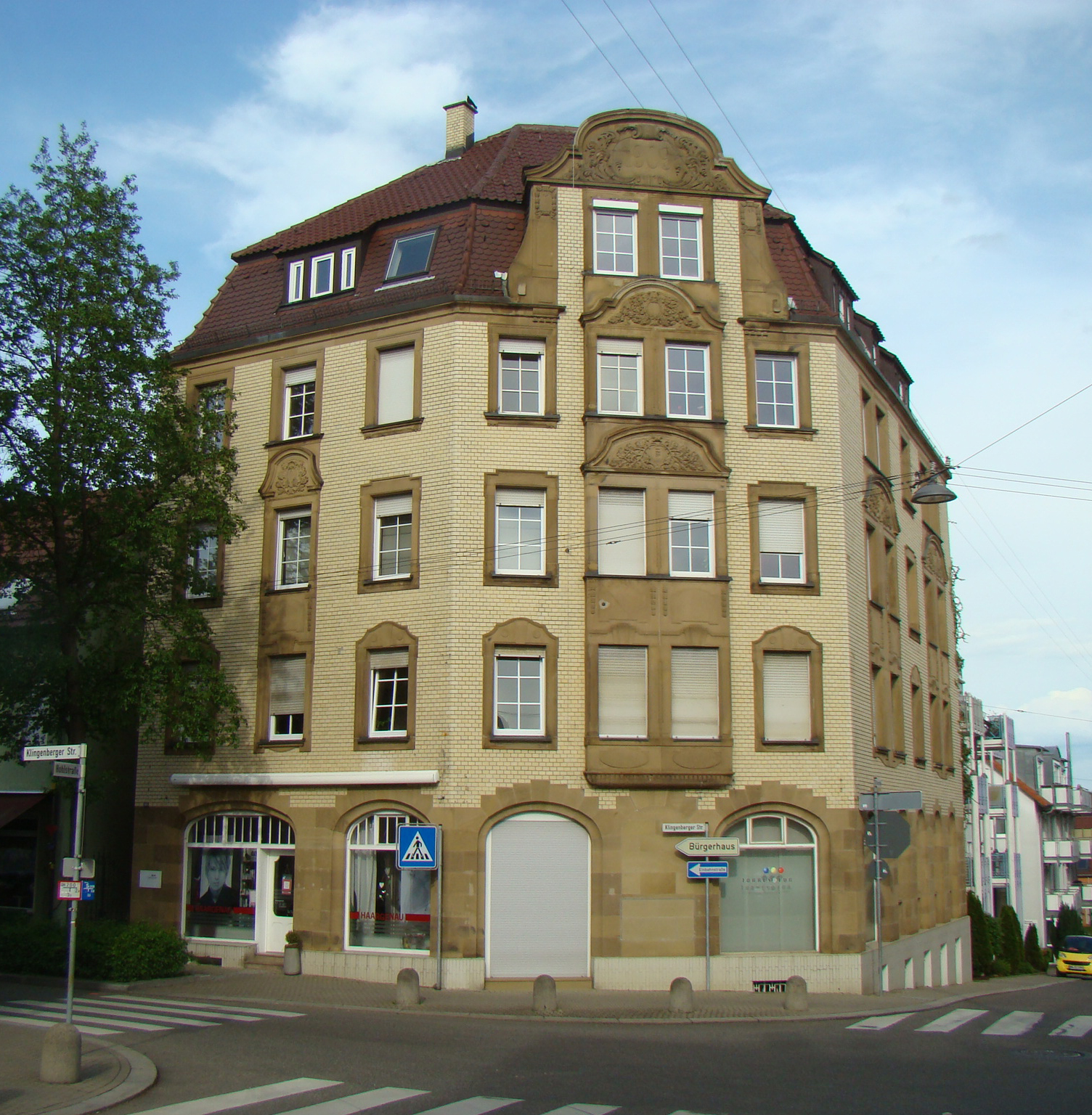
Klingenberger Str. 105
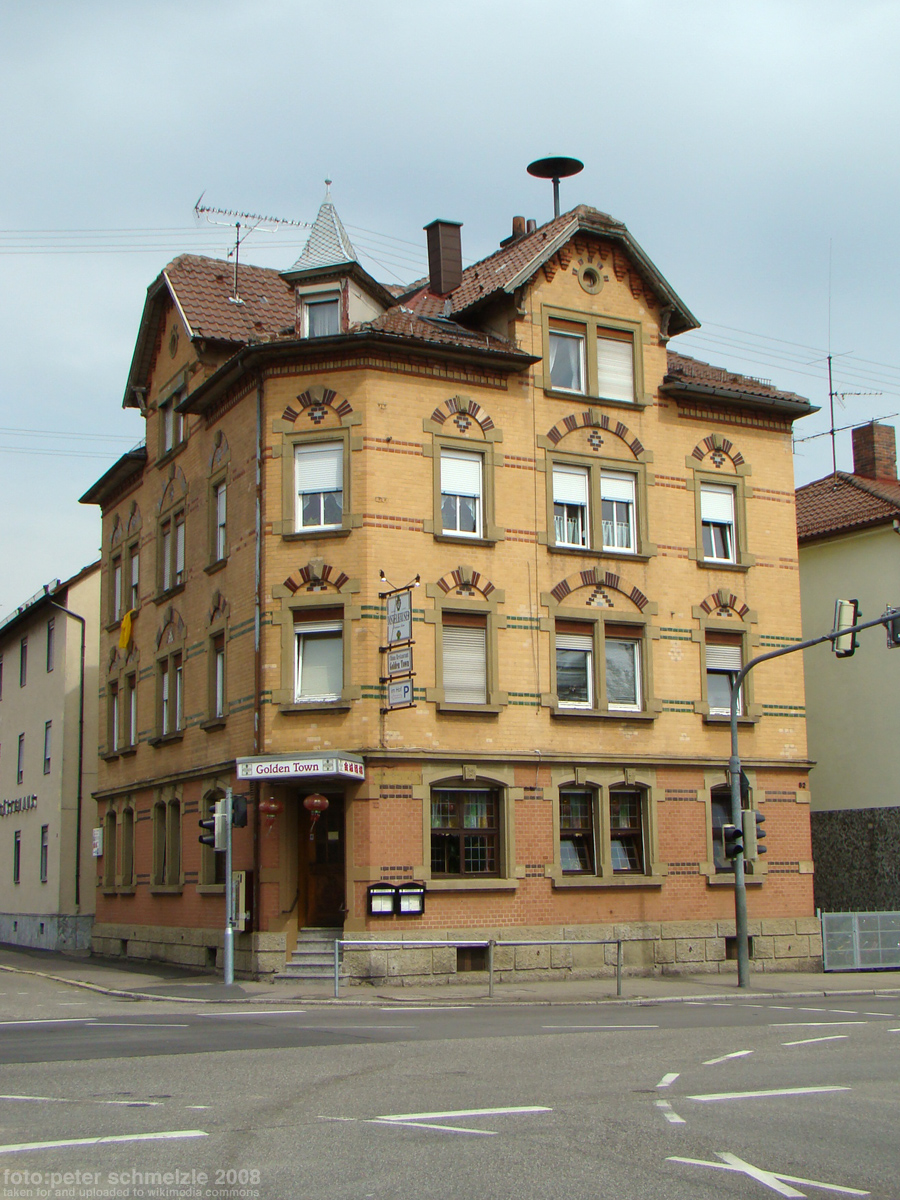
Großgartacher Str. 82
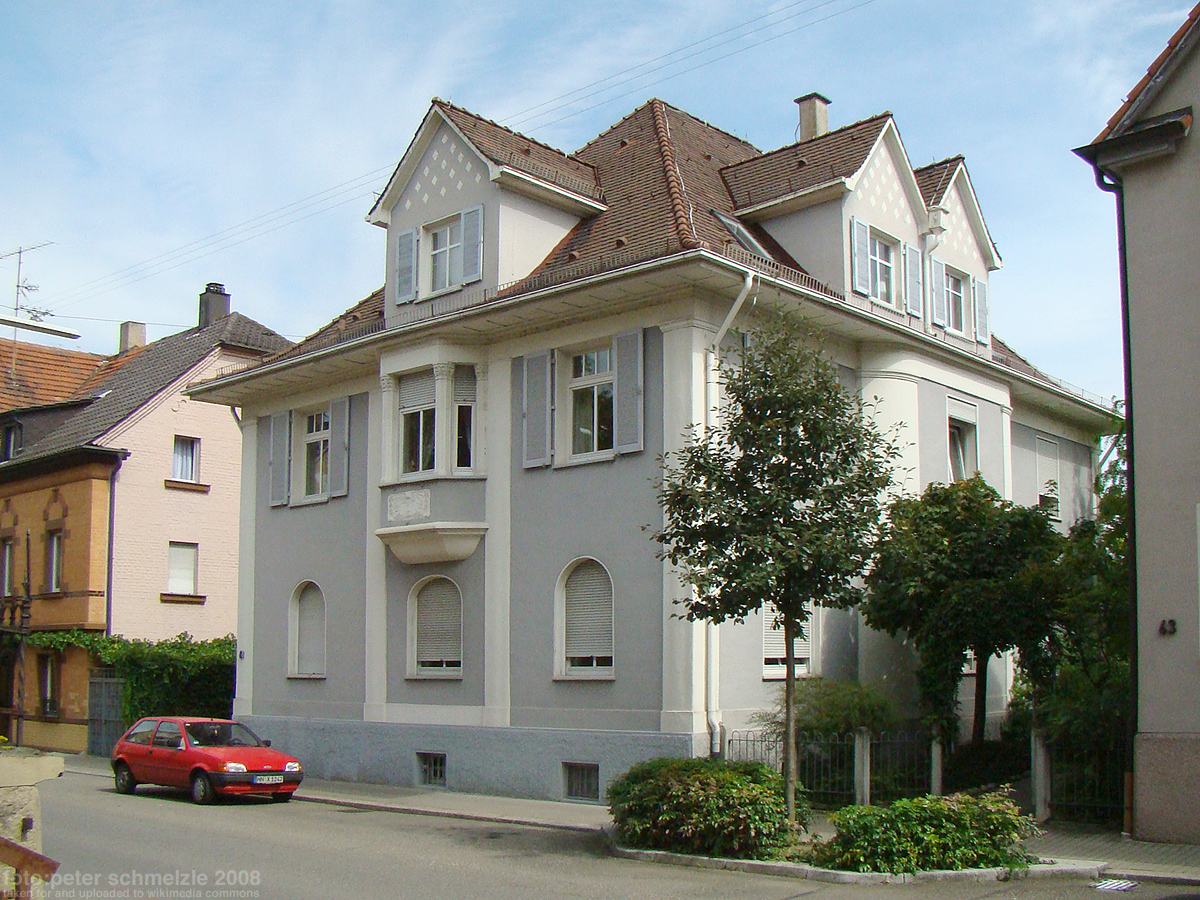
Villa Maas

## Kultur
- Im 1975 eingeweihten Bürgerhaus finden alle Arten von Veranstaltungen statt, gleichzeitig beherbergt es eine Zweigstelle der Heilbronner Stadtbibliothek und ein Jugendhaus.
- Zahlreiche Vereine prägen das kulturelle Leben im Ort. Besonders zu nennen sind der 1962 gegründete Spielmanns- und Fanfarenzug Heilbronn-Böckingen, das 1977 gegründete Seeräuber-Fanfarenkorps Böckingen, der 1908 gegründete Sportverein Union Böckingen, sowie die Gartenlaube Heilbronn, die das Böckinger Seefest veranstaltet.

## Bildung
Böckingen verfügt über mehrere Schulen. Die Grünewaldschule und die Grundschule Alt-Böckingen sind reine Grundschulen, die Elly-Heuss-Knapp-Grund- und Hauptschule mit Werkrealschule und die Fritz-Ulrich-Schule sind kombinierte Grund- und Hauptschulen mit Werkrealschule, eine baden-württembergischen Besonderheit, die die Erlangung der Mittleren Reife ermöglicht. Weiterführende Schulen sind außerdem die Heinrich-von-Kleist-Realschule und das allgemeinbildende Elly-Heuss-Knapp-Gymnasium Heilbronn. Der Schultyp der Sonderschule ist mit der Förderschule Neckartalschule vertreten, der der Berufsschule mit der Christiane-Herzog-Schule (Haus- und Landwirtschaftliche Kreisberufs- und Berufsfachschule) und der Andreas-Schneider-Schule (Kaufmännische Schule des Landkreises Heilbronn). In der Vergangenheit existierten darüber hinaus weitere Schulen insbesondere für Mädchen und junge Frauen, so die Friedenstraßenschule, die auch die Mädchenschule bzw. das Mädchenschulhaus genannt wurde, und die Haushalts- und Frauenarbeitsschule.

## Persönlichkeiten

### Ehrenbürger
- 1908: August Mogler (* 20. April 1845 in Böckingen; † 15. Januar 1910 ebenda), Bauunternehmer und Kommandant der Freiwilligen Feuerwehr. Ehrenbürger in Anerkennung seiner Verdienste um das Löschwesen.
- 1918: Ernst Welsch (* 10. Juni 1866 in Aalen; † 13. April 1944 in Bad Cannstatt), evangelischer Stadtpfarrer 1901 bis 1918. Ehrenbürger in Anerkennung seiner Verdienste um die Wohlfahrtspflege und das Kleinkinderschulwesen.
- 1919: Karl Maas (* 24. Juli 1874 in Eglosheim; † 18. Juni 1958 in Bad Cannstatt), Medizinalrat. Ehrenbürger in Anerkennung seiner Verdienste um die Wohlfahrtspflege insbesondere während der Kriegszeit.
- 1925: Gustav Hanselmann (* 20. Mai 1860 in Gnadental; † 4. Dezember 1944 in Weilimdorf), Oberlehrer. Ehrenbürger in Anerkennung seiner 40-jährigen Tätigkeit im Schuldienst.
- 1924: Eduard Wilhelm Bader (* 1. März 1858 in Horkheim; † 15. September 1926 in Böckingen), Volksschulrektor
- 1929: Adolf Alter (* 5. Oktober 1876 in Lampoldshausen; † 6. Januar 1933 in Heilbronn), Stadtschultheiß von Böckingen. Ehrenbürger in Würdigung seiner Tätigkeit für das Böckinger Gemeinwesen.
- 1931: Rudolf Zeller (* 19. Juni 1867 in Ebhausen; † 19. April 1937 in Stuttgart), evangelischer Stadtpfarrer. Ehrenbürger in Würdigung seiner großen Verdienste um Kirche und Schule.

### Söhne und Töchter von Böckingen
- Ernst Jakob Renz (1815–1892), Zirkusdirektor
- Karl Rein (1853–1913), Schultheiß in Böckingen bis 1903
- Karl Bartenbach (1881–1949), Marineoffizier, Vizeadmiral der Kriegsmarine und Marineberater in Finnland und Argentinien
- Heinrich Eyth (1882–1964), Manager, Direktor der Zeiss Ikon AG in Stuttgart
- Emil Straub (1886–1941), Lehrer und Bildhauer
- Hermann Rombach (1890–1970), Maler und Illustrator
- Robert Carle (1892–1952), Maler, Modelleur und Bildhauer
- Eugen Biehler (1902–1942), kommunistischer Widerstandskämpfer, NS-Opfer
- Richard Rombach (1902–1973), Maler und Kulturschaffender
- Alfred Mogler (1904–1991), Humorist
- Otto Rombach (1904–1984), Schriftsteller
- Friedrich Schwend (1906–1980), Vertriebsleiter der Operation Bernhard
- Walter Maisak (1912–2002), Künstler
- Erwin Fuchs (1914–2006), Politiker (SPD-Ortsverein Böckingen), Kulturbürgermeister der Stadt Heilbronn
- Friedrich Löchner (1915–2013), Autor und Schachspieler
- Alfred Finkbeiner (1923–1992), Sportfunktionär
- Manfred Tripps (1925–2010), Kunsthistoriker und Lokalpolitiker (CDU-Ortsverband Böckingen)
- Helmut Barth (* 1929), Pianist und Musikprofessor
- Werner Schweikert (1933–2005), Unternehmer und Sammler
- Ernst S. Steffen (1936–1970), Schriftsteller
- Klaus Zwickel (* 1939), Gewerkschaftsfunktionär, ehemaliger Vorsitzender der IG Metall
- Karl-Heinz Losch (1942–2012), Architekt und Rollkunstlauf-Weltmeister
- Dieter Fingerle (* 1944), Rollkunstlauf-Paarweltmeister
- Achim Späth (* 1953), Sportfunktionär
- Joachim Veyhelmann (* 1953), seit 2013 Landtagsabgeordneter (CDU) des Hessischen Landtags
- Dieter E. Klumpp (* 1955), Bildhauer
- Mario Kay Ocker (* 1960), Pianist und Dirigent

### Sonstige mit dem Ort verbundene Personen
- Werner Baumann (1925–2009), Künstler und Bundesverdienstkreuzträger, seit 1971 in Böckingen
- Ruth Baumann-Bantel (1925–1994), Textilkünstlerin, lebte lange in Böckingen
- Hanns Blaschek (1907–1989), Verwaltungsbeamter und Künstler, lebte lange Zeit in Böckingen
- Rudolf Breitschmid (* 1915), Musiker, lebte in Böckingen
- Fred Danner, Besteck-Designer, lebte in Böckingen
- Ludwig Essinger (1881–1942), jüdischer Armenarzt in Böckingen
- Max Gauß (1868–1931), katholischer Geistlicher, zeitweise in Böckingen
- Albert Großhans (1907–2005), Politiker (SPD-Ortsverein Böckingen), Ehrenbürger der Stadt Heilbronn
- Karl Georg Haldenwang (1803–1862), evangelischer Pfarrer und Sozialreformer, war ab 1850 Pfarrer in Böckingen
- Rut Hanselmann (1928–2024), Künstlerin, lebte zeitweilig in Böckingen
- August Hornung (1867–1927), Mitglied des Böckinger Gemeinderats und des württembergischen Landtags (SPD und USPD)
- Friedrich Jäger (1871–1933), Opern- und Konzertsänger, lebte zeitweilig in Böckingen
- Bettina Neumann, Künstlerin, lebte in den 1970er Jahren in Böckingen
- Hermann Rau (1927–2014), Kirchenmusiker, lebte in Böckingen
- Wilhelm Rieth (1897–1987), Kaufmann, zeitweise Zeichenlehrer in Böckingen
- Johann Rudolf Schlegel (1729–1790), evangelischer Pfarrer, zeitweise in Böckingen
- Helmut Schmolz (1928–2006), Heilbronner Archivdirektor, lebte in Böckingen
- Dieter Spöri (* 1943), Politiker (SPD), gehört dem Böckinger SPD-Ortsverein an
- Karl Tscherning (1875–1952), Architekt, errichtete viele Bauten in Böckingen